# Seconde dynastie Shō
La seconde dynastie Shō (第二尚氏王朝, Daini shō-shi ōchō) est la dernière dynastie royale du Royaume de Ryūkyū, qui a régné pendant quatre cent dix ans, de 1469 (An 6 de l’ère Chenghua) avec l’avènement de Shō En à 1879 (An 5 de l’ère Guangxu) lorsque de Royaume de Ryūkyū a été annexé par le Japon. Elle a fourni dix-neuf rois de Ryūkyū (officiellement « rois de Chūzan »). La lignée se poursuit encore ininterrompue actuellement
,:63.

## Histoire

### Jusqu’à l’accession au trône de Ryūkyū
Shō En (尚円), le fondateur de la seconde dynastie Shō, était connu avant son accession au trône sous le nom de Kanamaru (金丸). La tradition veut qu’il soit un paysan originaire de l’île d’Izena mais les détails sont obscurs,,:58.
Le Chūzan Seikan (compilé en 1650) mentionne la possibilité que le père de Shō En, Shō Shoku (en) ait été un descendant du roi Gihon, le dernier roi de la dynastie Shunten du début du XIIIe siècle. Le Chūzan Seifu (compilé en 1725) reprend cette idée de manière plus catégorique. D’autres sources font de Shō Shoku un descendant de la lignée mythique Tenson (en).
En pratique, des études génétiques menées sur les os de quatre urnes funéraires de la tombe du roi Shō Nei dans le yōdore d’Urasoe, analysant l’ADN mitochondrial, ont montré des similarités génétiques avec les populations du sud de la Chine au sud-est de l’Asie (haplogroupe F).
Kanamaru quitte Izena et tente de s’installer dans plusieurs villages sur Okinawa avant d’entrer au service du Prince de Goeku, le septième fils du roi Shō Hashi, de la première dynastie Shō en 1441,:58.
En 1454, à la suite du « conflit de succession Shiro/Furi », le Prince de Goeku accède au trône sous le nom de Shō Taikyū et Kanamaru se trouve dans une position de force au gouvernement, dirigeant le commerce sous le titre de Omonogusuku-osasunosoba (御物城御鎖之側).
En 1460, à la mort de Shō Taikyū et l’avènement de son fils Shō Toku, Kanamaru perd les faveurs royales et se retire de la vie politique à Uchima Udun. Cependant, en 1469, lorsqu'à la mort prématurée de Shō Toku un coup d’état renverse la première dynastie Shō, Kanamaru monte sur le trône sous le nom de Shō En, débutant ainsi la seconde dynastie Shō,:59.

### Accession au trône
Les circonstances du coup d’état ne sont pas claires et il y a de nombreuses théories : 
- il a été orchestré par des seigneurs qui ont ensuite offert le trône à Kanamaru car il était le plus méritant des administrateurs du royaume[9]:65,
- il a été organisé par Kanamaru lui-même[2]:59,[9]:65,
- Shō Toku est mort de maladie[2]:58,
- Shō Toku s’est suicidé[9]:65,
- Shō Toku n’est pas mort, il s’est enfui sur l’île de Kikai[9]:65.

Bien que les sources officielles impliquent toutes que la succession s’est faite sans heurts, les traditions locales affirment que la résistance au coup d’état de Shō En et à la création de la seconde dynastie Shō se serait organisé dans le sud de l’île autour du château de Nakaema, alors tenu par le quatrième fils de Shō Taikyū, Hachiman-ganashi:64-65.
La destruction du château aurait eu lieu sous le règne de Shō Shin, troisième roi de la seconde dynastie Shō, ce qui laisse supposer que les conflits n’ont pas été calmés rapidement.
La tombe Mumujana-baka (ja) à Nakijin est dite être celles des nombreux ajis (mumujana, lit. « les cent ajis ») fidèles à la première dynastie Shō morts en combattant les partisans du coup d’état dans le nord de l’île.

### Rois de Ryūkyū

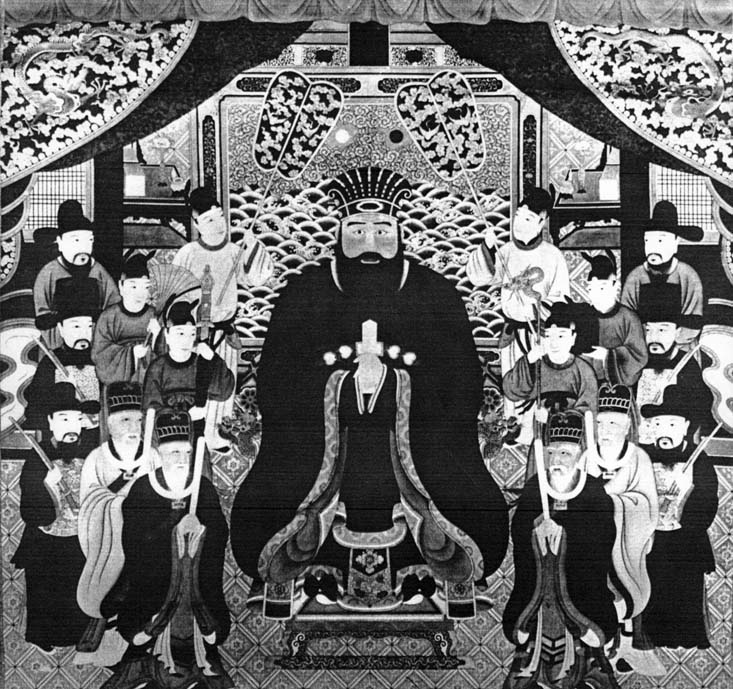
Portrait de Shō En

Shō En (r. 1470 – 1476), devenu le premier roi de la seconde dynastie Shō, est intronisé par l’émissaire de l’empereur chinois Xianzong (憲宗) de la dynastie Ming en 1472. 
Il est souvent avancé que Shō En a pris le nom de « Shō » et prétendu être le prince héritier de Shō Toku pour duper les émissaires chinois chargés de son investiture mais il est peu probable que les émissaires chinois aient pu penser qu’un homme de 57 ans puisse être le fils du jeune roi de 23 ans qu’ils avaient investi huit ans plus tôt:102–104,:81–82,:99.
À la mort de Shō En, son jeune frère Shō Sen'i (r. 1477), qui avait fui Izena avec lui, lui succède. De son vivant, Shō En avait donné à son frère la responsabilité du gusuku de Goeku, qui avait été le château du roi Shō Taikyū de la première dynastie Shō avant son accession au trône, une place forte symbolique de la première dynastie Shō, et il est probable que Shō En lui-même ait désiré que son frère lui succède, au moins jusqu’à ce que son fils Shō Shin, qui avait 13 ans lorsque Shō En meurt, soit en âge de gouverner. Cependant, lors du couronnement de Shō Sen’i, la prêtresse en charge des cérémonies, Utuchitunumuigani, fille de Shō En, annonce que les dieux sont opposés à cette succession et qu’ils préfèrent voir Shō Shin monter sur le trône. L’organisation de ce coup d’état religieux est souvent attribué à la reine de Shō En, Ogiyaka. Shō Sen’i abdique en faveur de son neveu :33,:828-829 et le pouvoir passe aux mains d’Ogiyaka pour plusieurs années:80, 180.

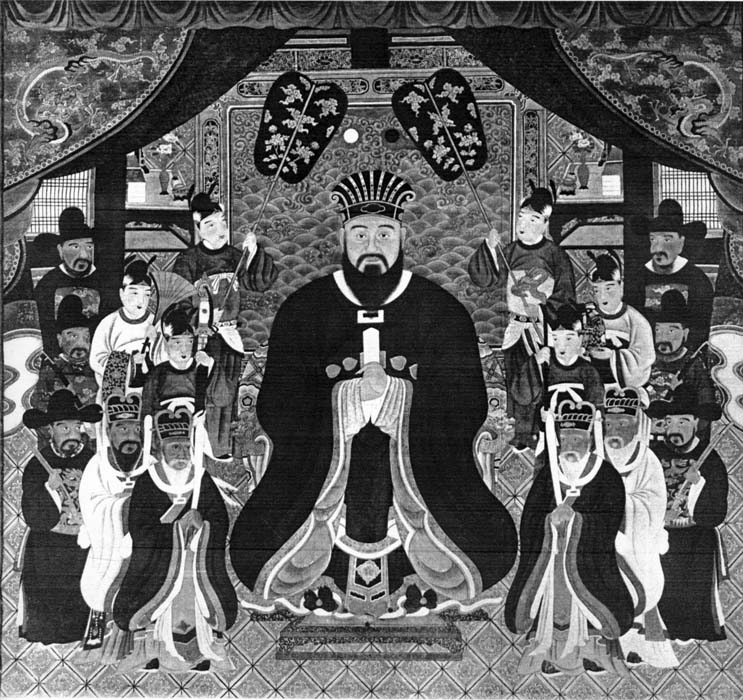
Portrait de Shō Shin

Le troisième roi de la dynastie, Shō Shin (r. 1477 – 1526) est à l’origine du système de hiérarchie dit des « six couleurs de coiffe » :210 et de la division de la société entre les castes de haute noblesse, petite noblesse et paysans:78,:60. 
Au début du XVIe siècle il rassemble tous les seigneurs territoriaux (ajis) dans la capitale du royaume, Shuri, afin de renforcer la centralisation de l’administration et l’unification du royaume:80.
Il développe également les relations commerciales avec la Chine des Ming, augmentant la fréquence des tributs, le Japon médiéval et l’Asie du sud-est, engendrant ce qui est considéré comme un âge d’or pour le royaume:80,:60. 
Les enfants de Shō Shin qu’il a eu avec Kyoni (居仁, également traduit « Kyojin »), la fille de Shō Sen’i, Shō Ikō Urasoe Wōji Chōman (ja) (尚維衡 浦添王子朝満, Shō Ikō, Prince Urasoe Chōman) et Shō Chōei Ōzato Wōji (尚朝栄 大里王子, Shō Chōei, Prince Ōzato) sont écartés du pouvoir, probablement à la suite de conflits et rumeurs orchestrés par Ogiyaka également:176, 179, 180,,:63,:50-53.

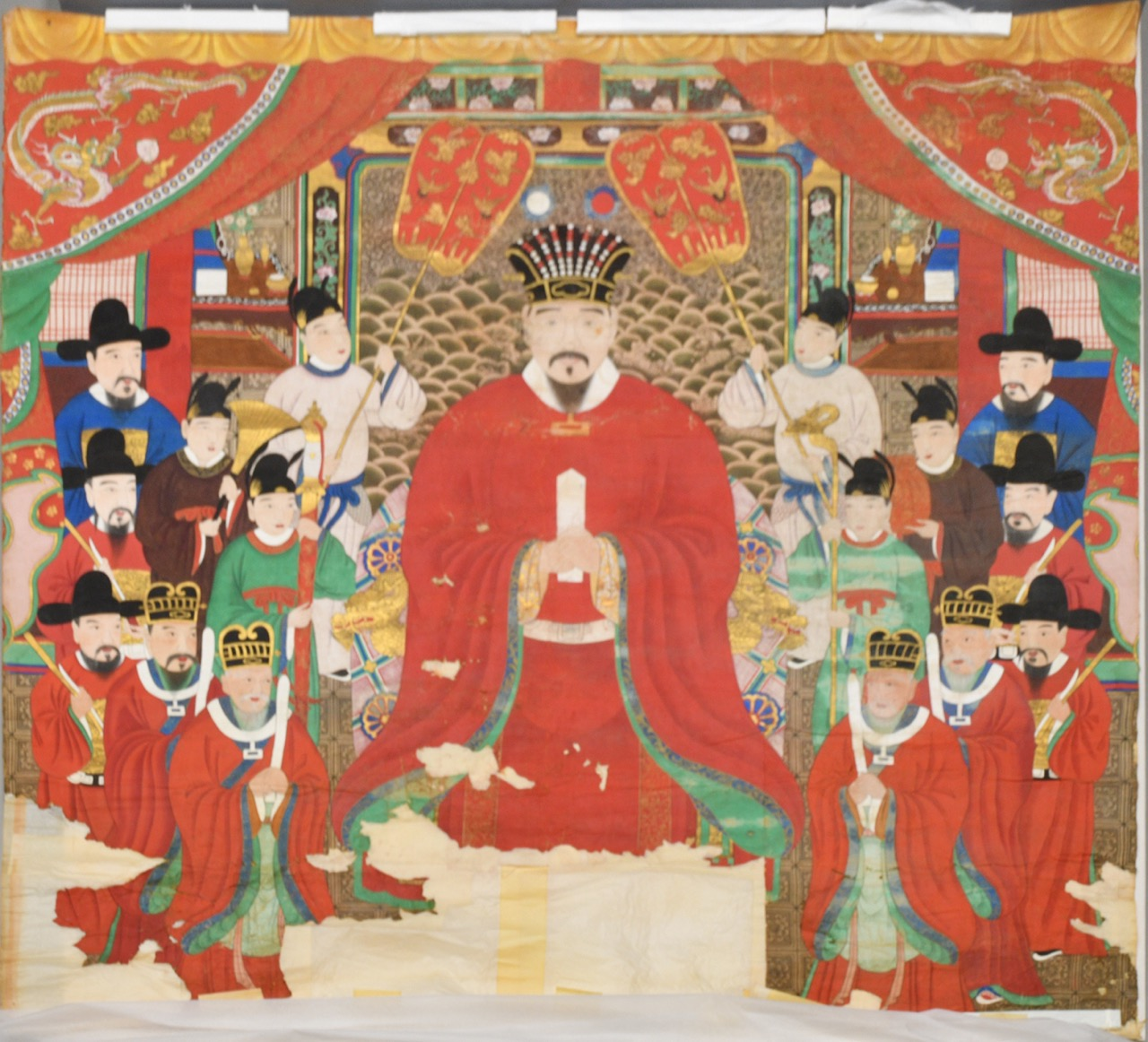
Portrait de Shō Sei

Le quatrième roi Shō Sei (r. 1526 – 1555) est confronté en 1537 à une révolte sur l’île d’Amami pour laquelle il blâme et punit à tort Yuwan Ufūya (en). Lorsqu’il est prouvé que Yuwan Ufūya est innocent, son petit-fils reçoit le nom honorifique de Ba Ryōsen Ufuurasoe Uēkata Ryōken (馬良詮 大浦添親方良憲) et sa maison est élevée au rang d’Udun, un terme généralement réservé aux maisons des enfants du roi. Il est également nommé tuteur du prince héritier Shō Gen,:54-58. Shō Sei prend également plusieurs mesures pour améliorer les défenses contre les pirates wakō, notamment avec la construction dans le port de Naha de la forteresse de Yarazamui gusuku (en) (屋良座森城) en 1553,:56-57. 

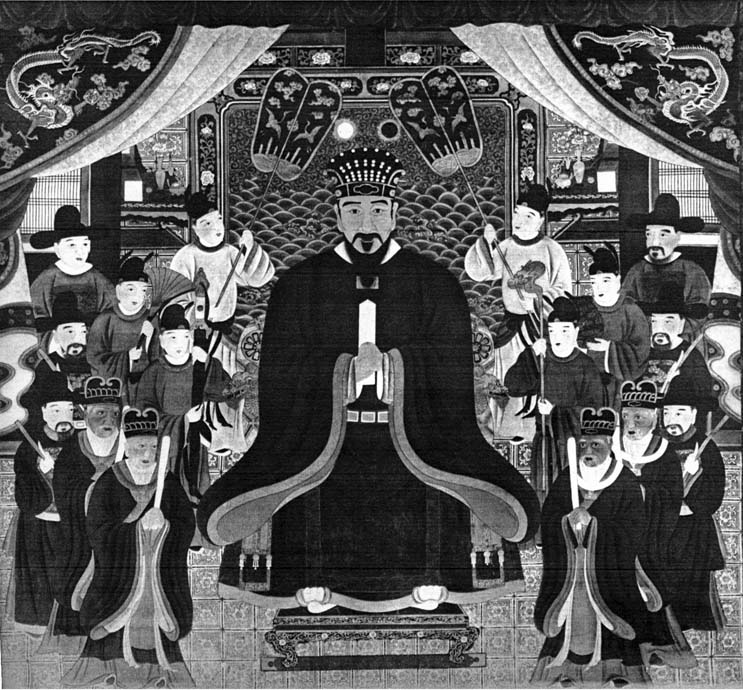
Portrait de Shō Gen

À la mort de Shō Sei, il y a un conflit de succession entre ses fils, et c’est finalement son deuxième fils, Shō Gen (r. 1556 – 1572), qui monte sur le trône,:62. En raison de sa santé précaire, pendant son règne les organismes gouvernementaux, et notamment le Sanshikan, gagnent du pouvoir, au point que Shō Gen est surnommé chīgū-ō (ちーぐー王, « le roi muet »),:64. 
Des émissaires du clan japonais Shimazu visitent le royaume en 1570 et 1572, désirant en faire un état vassal, mais Shō Gen refuse leurs propositions et les deux pouvoirs s’affrontent dans un conflit armé à Amami.

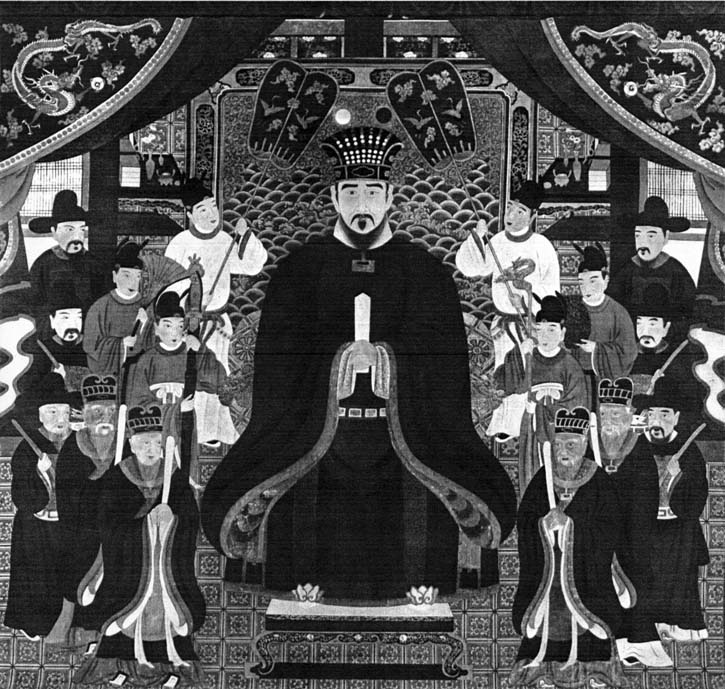
Portrait de Shō Nei

Le sixième roi de la dynastie, Shō Ei (r. 1573 – 1588), monte sur le trône à 15 ans. Il meurt à 30 ans sans héritier et le trône revient à Shō Nei (r. 1589 – 1620), descendant direct de Shō Ikō, le fils aîné de Shō Shin qui avait été écarté du pouvoir.
En 1609, le royaume subit l’invasion du clan Shimazu de la province de Satsuma, qui attaque avec une force d’environ trois mille hommes:98-107. Le royaume se soumet à Satsuma:107-109,:88.
Shō Nei est fait prisonnier et envoyé au Japon pour être exhibé devant Tokugawa Ieyasu au château de Sunpu et Tokugawa Hidetada à Edo avant d’être renvoyé à Shuri:108, 126. 
Bien que sous une étroite domination du clan Shimazu, le royaume de Ryūkyū reste indépendant. Il est fort probable que l’annexion par le Japon ait été empêchée par le désir du Japon de bénéficier du commerce florissant de Ryūkyū avec la Chine, qui aurait été interrompu en cas d’annexion:108. Le clan Shimazu était très désireux de cacher sa domination sur le royaume à la Chine, et les émissaires de Satsuma installés dans le royaume tentaient de cacher leur présence lors des envois d’ambassadeurs chinois:109,:86-87.
La Chine, cependant, réduit la fréquence des tributs du Royaume de Ryūkyū d’une fois tous les deux ans à une fois tous les dix ans, officiellement sous le prétexte que l’invasion de Satsuma a dû entraîner de graves dommages dans le pays, alors que loin d’appauvrir le royaume, les tributs en Chine sont sa principale source d’enrichissement:94.

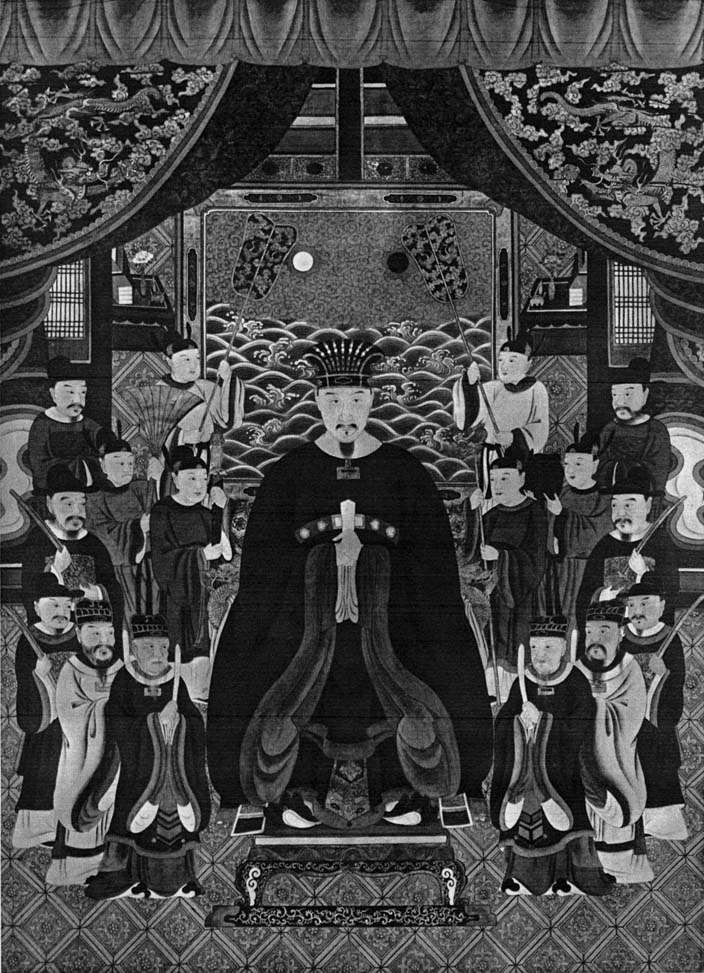
Portrait de Shō Hō

Shō Nei meurt également sans héritier et le trône passe à Shō Hō (r. 1621 – 1640), descendant direct de Shō Gen par son troisième fils Shō Kyū. Cette succession a été organisée du vivant de Shō Nei, qui accorde à Shō Hō le titre de Prince de Nakagusuku (généralement réservé au prince héritier) en 1619. Il est associé au plus haut niveau dans les affaires de l’état dès 1616 quand il reçoit la fonction de kokusō (國相, premier ministre).
En 1623, lors de l’envoi de la mission en Chine pour demander que des ambassadeurs viennent introniser le nouveau roi Shō Hō, les représentants du royaume obtiennent que la fréquence des tributs soit relevée à une fois tous les cinq ans.
À partir de 1635 et jusqu’en 1712, le clan Shimazu impose aux rois de la seconde dynastie Shō d’utiliser le titre de kokushi (国司, Lit. « gouverneur provincial ») au lieu du titre de roi et le titre est effectivement utilisé dans toutes les correspondances entre le royaume et le domaine Satsuma pendant cette période,,.
Dans tous les autres documents officiels, ils conservent le titre de rois de Chūzan:75,,.
Shō Ken (r. 1641 – 1647), le troisième fils de Shō Hō, lui succède en 1640 et devient le neuvième roi de la dynastie. Il a été élevé à Satsuma jusqu’à son accession au trône à 17 ans. Il est à l’origine de la plupart des tours de guet et feux d’alerte disséminés dans tout le royaume et qui préviennent de l’arrivée des bateaux en provenance de Chine ou du Japon. Il développe également la culture de la canne à sucre et du curcuma, qui deviennent d’importantes sources de revenu pour le royaume,:98, 99.
La dynastie Ming tombe en 1644 et est remplacée par la dynastie Qing. De nombreuses années de conflits à l’issue incertaine s’ensuivent entre les représentants des deux dynasties. La mission diplomatique Ming pour l’intronisation de Shō Ken, planifiée pour 1645, n’a pas lieu,:104-105. 
Il meurt en 1647 sans héritier et son frère Shō Shitsu (r. 1648 – 1668) lui succède en tant que dixième roi de la dynastie. D’abord incertain sur la marche à tenir concernant les guerres de successions en Chine, le roi Shō Shitsu finit par envoyer son fils, le futur roi Shō Tei à la cour des Qing pour rendre le sceau qui avait été accordé au royaume par les Ming et recevoir un nouveau sceau de la part des Qing.
En 1663 la dynastie Qing envoie à Ryūkyū son premier émissaire pour l’intronisation du roi Shō Shitsu:115, 213,.
Des réformes administratives visant à améliorer les finances du royaume en coupant les dépenses sont entreprises, notamment sous l’égide du premier ministre Shō Shōken Haneji Wōji Chōshū, auquel Shō Shitsu demande également de compiler le Chūzan Seikan, première histoire officielle du royaume,:106-107,:78.
À la suite de l’incendie du château de Shuri en 1660, la maison royale s’installe temporairement à Ufumi Udun.

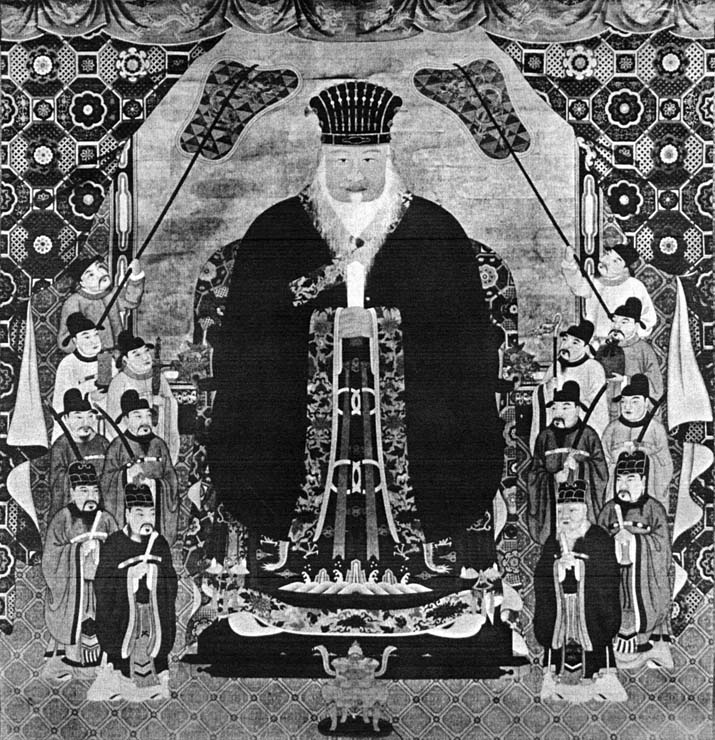
Portrait de Shō Tei

La reconstruction du château de Shuri se termine en 1671 et la famille royale quitte Ufumi Udun lors du règne du onzième roi de la dynastie, Shō Tei (r. 1669 – 1709) ,:78.
Shō Tei est également à l’origine de la construction de l’Uchaya Udun (ja), résidence secondaire pour les réceptions officielles située à l’est du château de Shuri:78. 
Il crée en 1689 le ministère des généalogies (御系圖座, gokeizuza) qui rassemble toutes les généalogies personnelles des différentes familles nobles du royaume et renforce le système hierarchique. En 1691, il décrète que toutes les branches mineures de la famille royale devront porter le nom de Shō,:109.
Il commande le Chūzan Seifu, une traduction en chinois du Chūzan Seikan, à Sai Taku en 1697.
Après les quarante ans de règne de Shō Tei, son petit-fils, Shō Eki (r. 1710 – 1712) hérite du trône. Son règne ne dure que deux ans et il est essentiellement célèbre pour avoir bénéficié en 1689, alors âgé de 10 ans,  d’une opération réussie du bec-de-lièvre sous anesthésie générale effectuée par Gi Shitetsu Takamine Uēkata Tokumei (en) (魏士哲 高嶺親方徳明),.

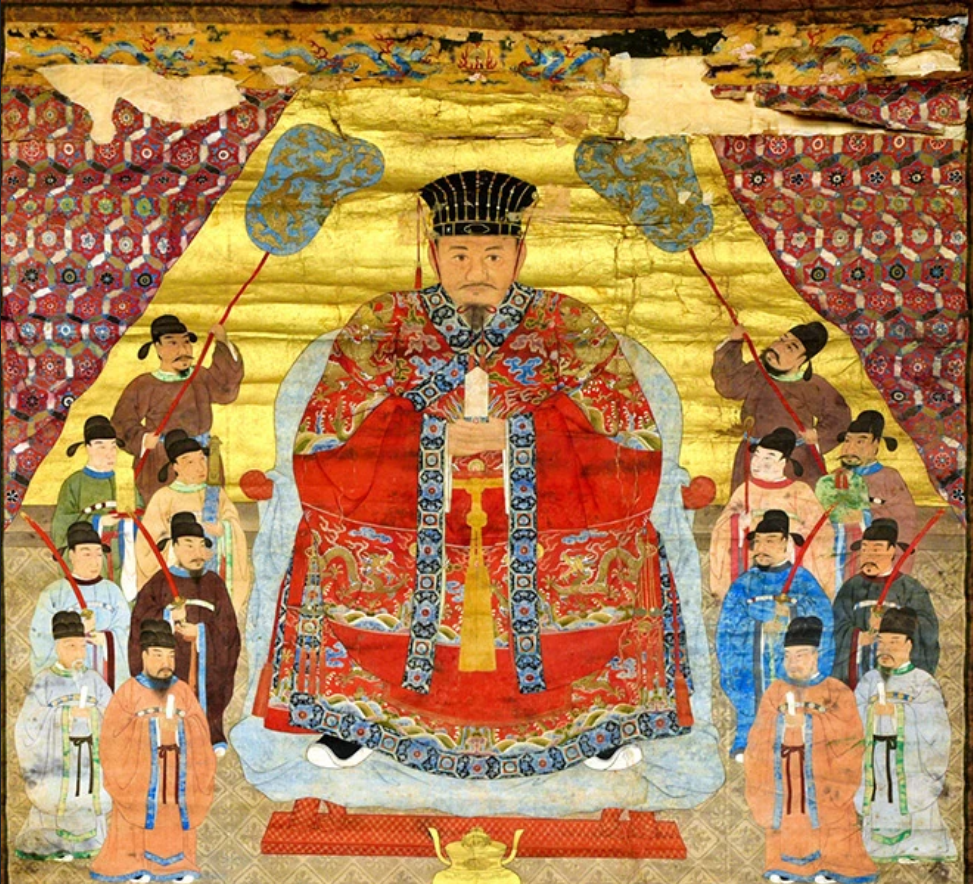
Portrait de Shō Kei

Shō Kei (r. 1713 – 1751) est à l’origine du « deuxième âge d’or de Ryūkyū », également appelé la « Renaissance de Ryūkyū ». L’essor économique et culturel est essentiellement dû à son conseiller principal Sai On. C’est lors de son règne que Satsuma accepte l’emploi du terme de « roi de Ryūkyū » dans les correspondances officielles du royaume avec le domaine féodal japonais.

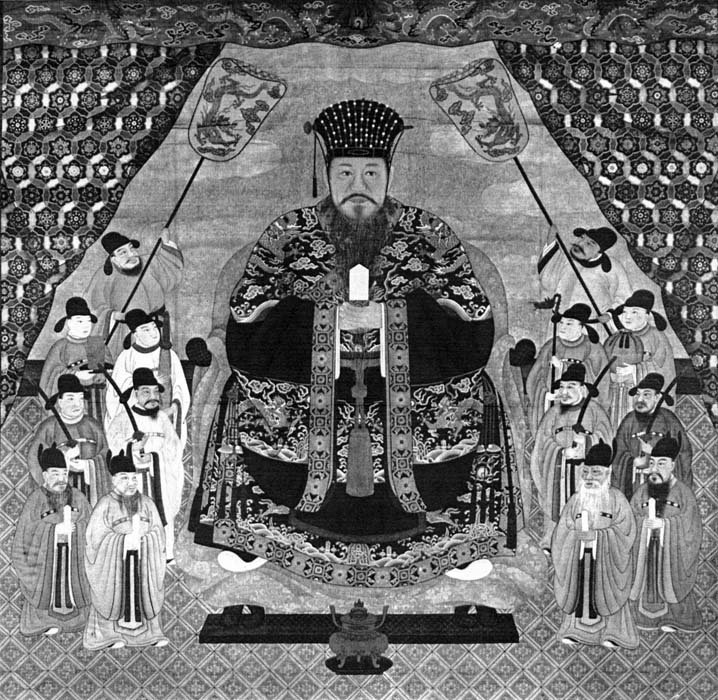
Portrait de Shō Boku

Le roi Shō Boku (r. 1752 – 1794) ajoute en 1753 plusieurs bâtiments au château de Shuri, dont le Yosoi Udun (世添御殿) et le Shinbyō Udun (寝廟御殿), où le cercueil des rois morts est installé en attente des funérailles:98. Il commande également la rédaction du Ryūkyū karitsu (琉球科律), le premier recueil de loi du royaume qui est terminé en 1786,:112. 
Son règne est marqué par de très fortes pluies à répétitionn un tremblement de terre et le grand tsunami de 1771 (en) dans les îles Sakishima:98-99. Il renforce l’agriculture, notamment par de nombreux projets d’irrigation qui s’appuient sur des dons personnels de la part de sujets qui reçoivent en retour des cadeaux de la part du roi ou des postes administratifs:21. 
Shō On (r. 1795 – 1802), le petit-fils de Shō Boku, lui succède alors qu’il n’a que 11 ans. Bien que la régence soit essentiellement assurée par son tuteur Sai Seishō (蔡世昌), Shō On est à l’origine de la création de la première école nationale (国学, kokugaku) du royaume, qu’il crée à Shuri en 1798. Il fonde également quatre autres écoles en province, accessibles à toutes les classes sociales  et construit la résidence secondaire royale de Shikina-en,:102, 104-105. Shō On meurt à 18 ans et son seul fils Shō Sei (r. 1803), qui n’a que 3 ans, meurt également l’année suivante. 

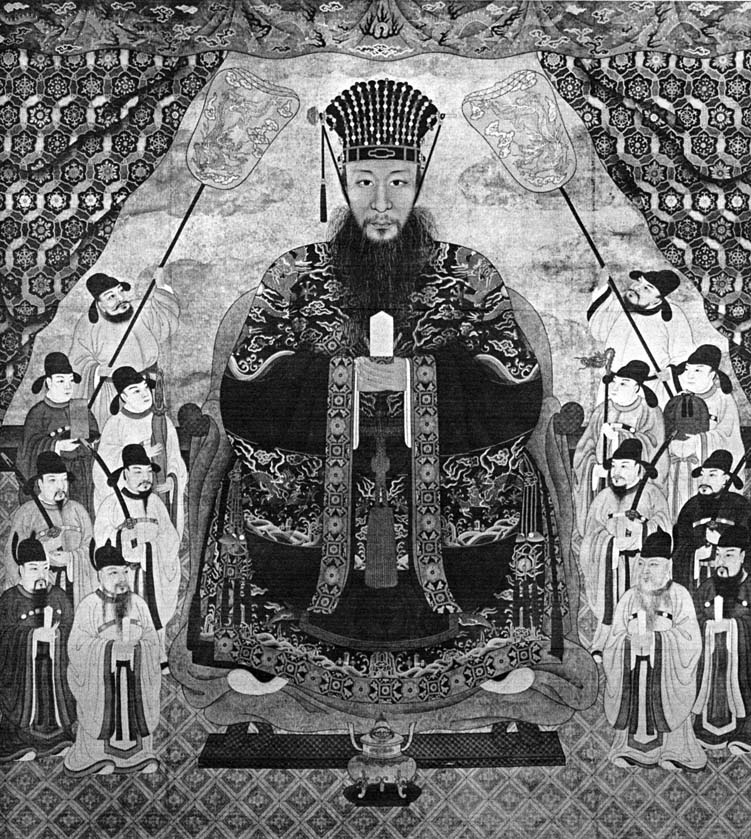
Portrait de Shō Kō

Le jeune frère de Shō On, Shō Kō (r. 1804 – 1834), devient le dix-septième roi de la deuxième dynastie Shō:106. Il renforce l’envoi de médecins dans les îles Sakishima et commande un nouveau volumes de lois pour compléter le Ryūkyū karitsu, le Shinshū karitsu (新集科律),:113. Son règne inclut la grande famine de 1824-1825 qui fait officiellement 3358 morts:29. Il est écarté du pouvoir pour des raisons obscures en 1828 et son fils Shō Iku assure une régence jusqu’à sa mort,:108-109. 

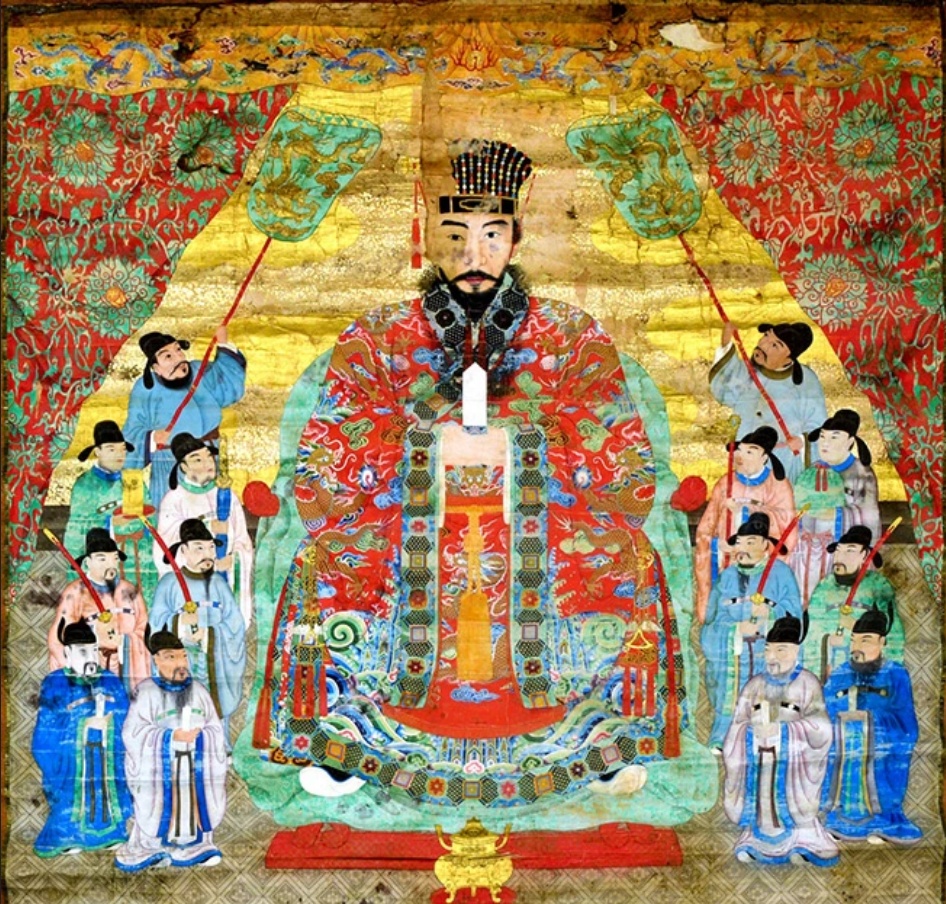
Portrait de Shō Iku

Le règne de Shō Iku (r. 1835 – 1847), dix-huitième roi de la dynastie, est marqué par une intensification des contacts avec les pays occidentaux et une aggravation de la situation financière,:122. Shō Iku est réputé pour sa calligraphie, il crée également les écoles de village (村学校所) dans les campagnes,:122.

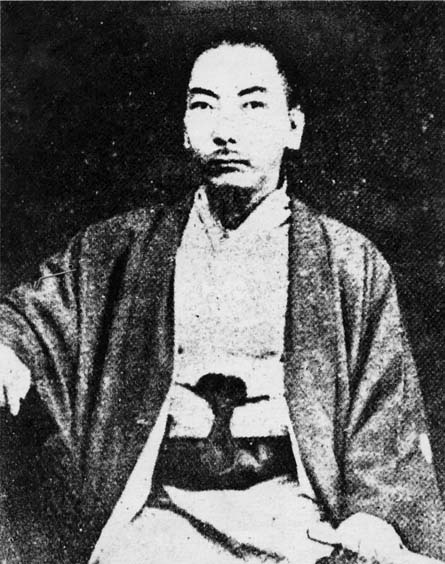
Portrait de Shō Tai

Le dernier roi, Shō Tai (r. 1848 – 1872), règne pendant le renforcement des ambitions coloniales des pays d’Europe et des États-Unis d’Amérique en Asie Orientale:154. 
Le commodore Matthew Perry de la marine des États-Unis d’Amérique visite le royaume en mai et juin 1853 alors qu’il est en route pour forcer le Japon à s’ouvrir au commerce international. Il fait une autre escale à Ryūkyū en juillet 1854, pendant laquelle est signé le Traîté d’Amitié entre Ryūkyū et les États-Unis d’Amérique:155.
Cela ouvre la voie à d’autres traîtés d’échanges avec d’autres puissances européennes actives dans la Pacifique:156. 
Ces échanges avec les puissances étrangères sont dans un premier temps accueillis favorablement par le clan Shimazu. À partir de 1858, à la suite d'un changement de dirigeant, le clan Shimazu s’oppose finalement systématiquement aux relations avec les pays étrangers, ce qui crée une escalade de tensions entre Ryūkyū et le Japon:347.

### Rois du Domaine de Ryūkyū
La révolution de Meiji au Japon en 1867-1868 est marquée par une réforme administrative intense et ouvre une période de colonialisme agressif de la part du Japon à l’encontre de tous les pays de l’Asie orientale, y compris le royaume de Ryūkyū. 
En 1869, le gouvernement japonais nationalise toutes les terres des différents domaines. À Ryūkyū, cela se traduit essentiellement par un changement de titre des émissaires de Satsuma envoyés pour surveiller le royaume:159-160. 
En 1871, les anciens domaines féodaux sont abolis et remplacés par des préfectures, le domaine de Satsuma devenant la préfecture de Kagoshima. Les administrateurs envoyés pour surveiller le royaume ne sont plus des membres du clan Shimazu, mais des bureaucrates qui viennent de tout le Japon:159-160. 
En juillet 1872, le Royaume de Ryūkyū envoie le prince d’Ie comme ambassadeur à Tōkyō pour célébrer l’avènement du nouveau gouvernement Meiji. La délégation est reçue le 14 septembre par l’empereur Meiji, qui nomme par édit impérial Shō Tai « Roi du Domaine de Ryūkyū » et le reconnaît comme un membre du kazoku:161.
Le royaume est officiellement annexé dans les territoires japonais :42.
Bien que les domaines féodaux aient été démantelés l’année précédente, le royaume de Ryūkyū reçoit le titre de domaine. Cependant, le roi ne devient pas « seigneur de domaine » ou « gouverneur de domaine » mais conserve son titre de roi:161,:42. 
Le massacre de cinquante-quatre marins de Ryūkyū qui avaient fait naufrage à Taïwan par les peuples indigènes de l’île en 1871 donne un prétexte au Japon pour envahir l’île en 1874, malgré les efforts diplomatiques de Ryūkyū et de la Chine pour calmer la situation:161-162. La Chine reconnaît que les marins massacrés étaient des ressortissants japonais et accepte de payer des réparations au Japon, devenant le premier pays à reconnaître officiellement la fin de l’indépendance de Ryūkyū:270. 
En juillet 1875, une demande du gouvernement japonais est remise à Shō Tai, exigeant l’arrêt des investitures des rois de Ryūkyū par la Chine et réclamant l’emploi des ères japonaises au lieu des ères chinoises:163. Le roi refuse l’arrêt des relations diplomatiques avec la Chine des Qing et les négociations avec le Japon sont rompues. En décembre, Shō Tai envoie une délégation en Chine pour demander son assistance contre les velléités expansionnistes du Japon:166.
En avril 1877, un émissaire de Ryūkyū, Shō Tokukō Kōchi Uēkata Chōjō (向徳宏 幸地親方朝常), chargé de lettres secrètes de Shō Tai, prétend se rendre sur l’île d’Ie alors que son bateau appareille pour la Chine. Il s’installe au Ryūkyū-kan de Fuzhou et cherche à convaincre les Qing d’intervenir en faveur du royaume. Le 7 octobre, l’ambassadeur de Chine au Japon intervient auprès du ministère des affaires étrangères japonais dans une lettre de protestation. Le Japon s’offusque du ton de la lettre qu’il juge vindicatif et demande des excuses, qui ne lui sont pas accordées:166.  
L’ambassadeur de Ryūkyū au Japon, Mō Yūhi Ikegusuku Uēkata Anki (毛 有斐  池城親方安規) s’adresse aux délégués de plusieurs puissances étrangères présents à Tōkyō, dont la Chine des Qing, les États-Unis d’Amérique, la France et les Pays-Bas. Il demande au Japon de reconnaître et d’accepter la relation privilégiée entretenue par Ryūkyū et la Chine, ce que le Japon refuse:471-472.  
Le Japon se rend compte que Ryūkyū compte s’appuyer sur la diplomatie étrangère pour défendre sa cause et décide d’agir rapidement en annonçant l’annexion officielle du domaine et la création de la préfecture d’Okinawa:472. 
L’annexion est confirmée par décret de l’empereur japonais le 11 mars 1879 et les membres de la famille royale et du gouvernement, Shō Tai, Shō Ken Ie Wōji Chōchoku (尚 健 伊江 王子 朝直) et Shō Hitsu Nakijin Wōji Chōfu (尚 弼 今帰仁 王子 朝敷), doivent être déportés à Tōkyō. Le 12 mars, le représentant du gouvernement japonais Michiyuki Matsuda (松田道之) embarque pour Naha avec cent soixante officiers de police, renforcés de six cent militaires par une escale à Kagoshima. Ils débarquent à Naha le 25 mars et annoncent au roi la dissolution de son royaume. Shō Tai doit quitter son palais de Shuri le 29 mars et s’installer à Nakagusuku Udun, la résidence du prince héritier Shō Ten:473.
Le 4 avril, Naoyoshi Nabeshima devient le premier gouverneur de la préfecture d’Okinawa. 

### Maison du Marquis Shō

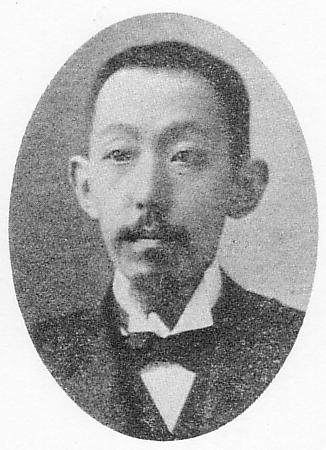
Portrait de Shō Ten

Shō Tai, ainsi que ses fils Shō Ten et Shō In (尚寅), se présente devant l’empereur Meiji le 17 mai 1879 et le roi reçoit le titre de comte (伯爵, hakushaku)  (il est plus tard élevé au rang de prince (公爵, kōshaku)) :61, ainsi que des terres et une résidence à Tōkyō:590. 
Les familles des second et quatrième fils de Shō Tai, Shō In et Shō Jun (尚順), sont reconnues comme des branches mineure de la famille Shō et ils reçoivent le titre de baron (男爵, danshaku):38.
Les maisons Ie Udun (伊江御殿) et Nakijin Udun (今帰仁御殿) reçoivent également le titre de baron:42.
Après la réforme du système kazoku en 1885, Shō Tai reçoit le titre de marquis (侯爵, kōshaku):169,:342
et siège à la Chambre des pairs (Japon):62.
La famille Shō conserve le titre de marquis et s’implique dans la vie politique japonaise, Shō Shō (尚 昌) devenant Maître des cérémonies de l’Agence impériale.

## Armoiries

Hidari gu-mon

La seconde dynastie Shō conserve les armoiries de la première dynastie Shō, un motif connu sous le nom de hidari gu-mon (左御紋):7.
Il s’agit du symbole du dieu de la guerre Hachiman, également arboré par les nombreux pirates qui naviguaient dans les eaux entre Ryūkyū, le Japon, la Corée et la Chine à l’époque. Il aurait été adopté parle dernier roi de la première dynastie Shō, Shō Toku lors de son expédition d’invasion de l’île de Kikai en 1467.
La plus ancienne représentation de ces armoiries a été trouvée sur une urne funéraire en bois datée de 1500 dans la tombe Mumujana-baka de Nakijin:227-232,:46-47, 92-104.

## Mausolées

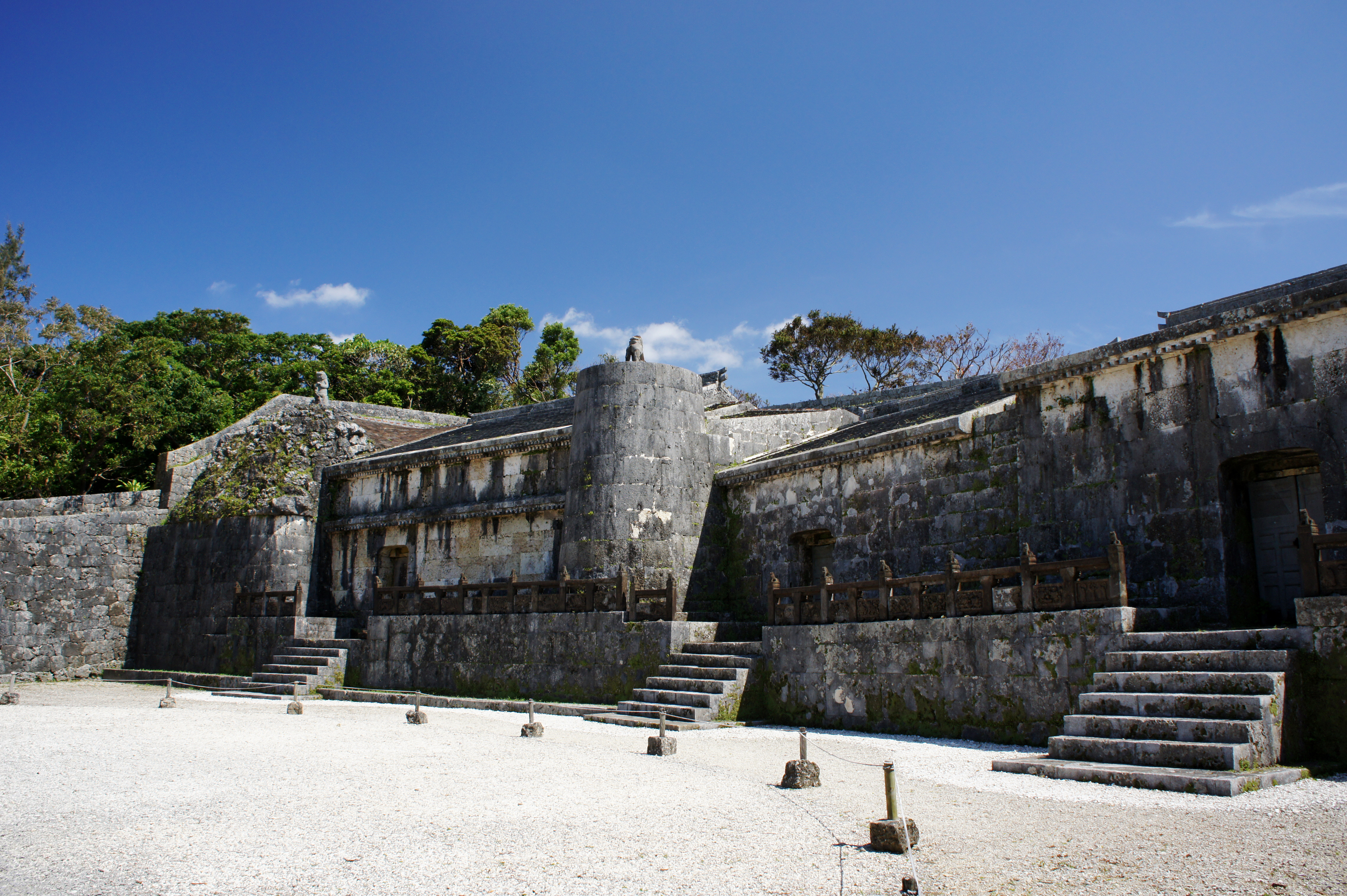
Tamaudun

À l’exception de Shō Sen’i et de Shō Nei, les rois de la seconde dynastie Shō sont enterrés à Tamaudun. Shō Ten, le fils du dernier roi Shō Tai est le dernier membre de la dynastie à y être enterré en 1920. Sa femme, Nodake Aji-ganashi Shōko, est la dernière personne a y être enterrée en 1931.
Le mausolée a été donné à la ville de Naha par Shō Hiroshi, l’arrière petit-fils de Shō Tai quand il était chef de famille en 1992. 
Shō Sen’i, frère et héritier du premier roi de la dynastie Shō En, a été écarté immédiatement du pouvoir après son accession au trône, probablement par la reine de Shō En, Ogiyaka. Il aurait passé la fin de sa vie dans le gusuku de Goeku et l’emplacement de sa tombe n’est pas clair. Une tombe qui lui est attribuée est située à Goeku (actuelle ville d’Okinawa), mais d’autres traditions situent sa tombe sur les pentes du gusuku de Chatan ou dans Tsukazanmui (actuelle ville d’Okinawa):17.

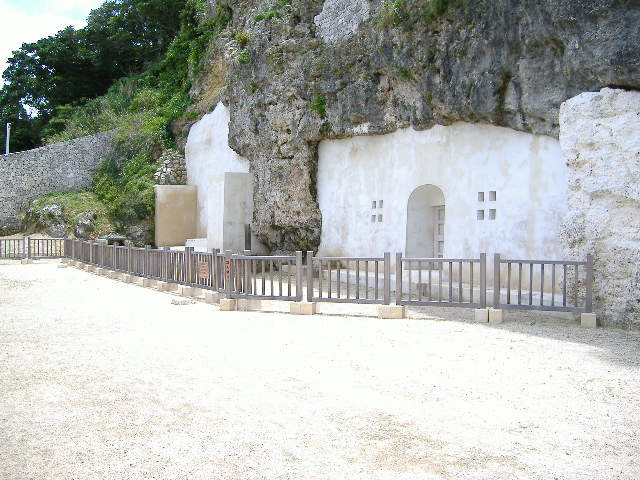
Yōdore d'Urasoe

Shō Nei, qui considérait qu’il avait desservi son pays car l’invasion de Satsuma avait eu lieu sous son règne, refusa d’être enterré dans le mausolée royal. Son urne funéraire est dans le yōdore d’Urasoe, mausolée de la dynastie d’Eisō construit dans la falaise sous le gusuku d’Urasoe. Avant son accession au trône, Shō Nei était un membre d’une branche mineure de la famille Shō, descendant du fils aîné de Shō Shin qui avait été écarté du pouvoir, probablement par sa grand-mère Ogiyaka. La famille résidait dans le gusuku d’Urasoe et Shō Nei était donc familier avec le yōdore:93. 
Les épouses du roi (autres que la reine) et les enfants du roi morts en bas âge sont enterrés dans le mausolée secondaire de Yamagā-ryō (également appelé Yamagawa Tamaudun), construit à la fin du XVIe siècle. Le mausolée a été utilisé comme bunker par l’armée japonaise pendant la seconde  guerre mondiale et les urnes funéraires qu’il contenait ont été déplacées à Tamaudun. En 1952, le septième fils de Shō Tai, Shō Ji (尚時) se fait enterrer à Yamagā-ryō. Il y a actuellement quatre urnes funéraires de la famille de Shō Ji dans ce mausolée.

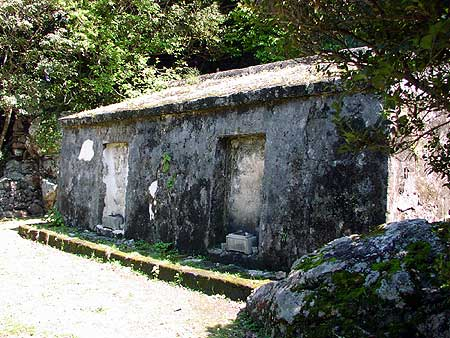
Tamaudun d'Izena

Shō Hiroshi, qui a fait don de Tamaudun à la ville de Naha, est pour sa part enterré dans le mausolée Tamaudun d’Izena (en) avec sa sœur, la dix-neuvième kikoe-ōgimi Ii Fumiko, les parents du premier roi de la dynastie Shō En et la reine de Shō En, Ogiyaka.
Shō Shō, le petit-fils du dernier roi Shō Tai, est le seul membre de la branche majeure de la famille à être enterré à Tōkyō.

## Arbre généalogique
|                                              |                                              |                                              |                                              |                                              |                                              |  |  |                                                  |                                                  |                                                  |                                                  |                                                  |                                                  |  |  |                                                    |                                                    |                                                    |                                                    |                                                    |                                                    |  |  |                                              |                                              |                                              |                                              |                                              |                                              |  |  |                                              |                                              |                                              |                                              |                                              |                                              |  |  | Shō Shoku 尚稷 m.1434                     |                                           |                                           |                                           |                                           |                                           |  |  |                                                |                                                |                                                |                                                |                                                |                                                |  |  |                                               |                                               |                                               |                                               |                                               |                                               |  |  |                                            |                                            |                                            |                                            |                                            |                                            |  |  |                                 |                                 |                                 |                                 |                                 |                                 |  |  |  |  |  |  |  |  |  |  |  |  |  |  |  |  |  |  |  |  |  |  |  |  |  |  |  |  |  |  |  |  |  |  |  |  |  |  |  |  |  |  |
|                                              |                                              |                                              |                                              |                                              |                                              |  |  |                                                  |                                                  |                                                  |                                                  |                                                  |                                                  |  |  |                                                    |                                                    |                                                    |                                                    |                                                    |                                                    |  |  |                                              |                                              |                                              |                                              |                                              |                                              |  |  |                                              |                                              |                                              |                                              |                                              |                                              |  |  |                                           |                                           |                                           |                                           |                                           |                                           |  |  |                                                |                                                |                                                |                                                |                                                |                                                |  |  |                                               |                                               |                                               |                                               |                                               |                                               |  |  |                                            |                                            |                                            |                                            |                                            |                                            |  |  |                                 |                                 |                                 |                                 |                                 |                                 |  |  |  |  |  |  |  |  |  |  |  |  |  |  |  |  |  |  |  |  |  |  |  |  |  |  |  |  |  |  |  |  |  |  |  |  |  |  |  |  |  |  |
|                                              |                                              |                                              |                                              |                                              |                                              |  |  |                                                  |                                                  |                                                  |                                                  |                                                  |                                                  |  |  |                                                    |                                                    |                                                    |                                                    |                                                    |                                                    |  |  |                                              |                                              |                                              |                                              |                                              |                                              |  |  |                                              |                                              |                                              |                                              |                                              |                                              |  |  |                                           |                                           |                                           |                                           |                                           |                                           |  |  |                                                |                                                |                                                |                                                |                                                |                                                |  |  |                                               |                                               |                                               |                                               |                                               |                                               |  |  |                                            |                                            |                                            |                                            |                                            |                                            |  |  |                                 |                                 |                                 |                                 |                                 |                                 |  |  |  |  |  |  |  |  |  |  |  |  |  |  |  |  |  |  |  |  |  |  |  |  |  |  |  |  |  |  |  |  |  |  |  |  |  |  |  |  |  |  |
|                                              |                                              |                                              |                                              |                                              |                                              |  |  |                                                  |                                                  |                                                  |                                                  |                                                  |                                                  |  |  |                                                    |                                                    |                                                    |                                                    |                                                    |                                                    |  |  |                                              |                                              |                                              |                                              |                                              |                                              |  |  | Shō En 尚円 n.1415–m.1476; r.1470–14761      | Shō En 尚円 n.1415–m.1476; r.1470–14761      | Shō En 尚円 n.1415–m.1476; r.1470–14761      | Shō En 尚円 n.1415–m.1476; r.1470–14761      | Shō En 尚円 n.1415–m.1476; r.1470–14761      | Shō En 尚円 n.1415–m.1476; r.1470–14761      |  |  |                                           |                                           |                                           |                                           |                                           |                                           |  |  | Shō Sen'i 尚宣威 n.1430–m.1477; r.14772        | Shō Sen'i 尚宣威 n.1430–m.1477; r.14772        | Shō Sen'i 尚宣威 n.1430–m.1477; r.14772        | Shō Sen'i 尚宣威 n.1430–m.1477; r.14772        | Shō Sen'i 尚宣威 n.1430–m.1477; r.14772        | Shō Sen'i 尚宣威 n.1430–m.1477; r.14772        |  |  |                                               |                                               |                                               |                                               |                                               |                                               |  |  |                                            |                                            |                                            |                                            |                                            |                                            |  |  |                                 |                                 |                                 |                                 |                                 |                                 |  |  |  |  |  |  |  |  |  |  |  |  |  |  |  |  |  |  |  |  |  |  |  |  |  |  |  |  |  |  |  |  |  |  |  |  |  |  |  |  |  |  |
|                                              |                                              |                                              |                                              |                                              |                                              |  |  |                                                  |                                                  |                                                  |                                                  |                                                  |                                                  |  |  |                                                    |                                                    |                                                    |                                                    |                                                    |                                                    |  |  |                                              |                                              |                                              |                                              |                                              |                                              |  |  | Shō En 尚円 n.1415–m.1476; r.1470–14761      | Shō En 尚円 n.1415–m.1476; r.1470–14761      | Shō En 尚円 n.1415–m.1476; r.1470–14761      | Shō En 尚円 n.1415–m.1476; r.1470–14761      | Shō En 尚円 n.1415–m.1476; r.1470–14761      | Shō En 尚円 n.1415–m.1476; r.1470–14761      |  |  |                                           |                                           |                                           |                                           |                                           |                                           |  |  | Shō Sen'i 尚宣威 n.1430–m.1477; r.14772        | Shō Sen'i 尚宣威 n.1430–m.1477; r.14772        | Shō Sen'i 尚宣威 n.1430–m.1477; r.14772        | Shō Sen'i 尚宣威 n.1430–m.1477; r.14772        | Shō Sen'i 尚宣威 n.1430–m.1477; r.14772        | Shō Sen'i 尚宣威 n.1430–m.1477; r.14772        |  |  |                                               |                                               |                                               |                                               |                                               |                                               |  |  |                                            |                                            |                                            |                                            |                                            |                                            |  |  |                                 |                                 |                                 |                                 |                                 |                                 |  |  |  |  |  |  |  |  |  |  |  |  |  |  |  |  |  |  |  |  |  |  |  |  |  |  |  |  |  |  |  |  |  |  |  |  |  |  |  |  |  |  |
|                                              |                                              |                                              |                                              |                                              |                                              |  |  |                                                  |                                                  |                                                  |                                                  |                                                  |                                                  |  |  |                                                    |                                                    |                                                    |                                                    |                                                    |                                                    |  |  |                                              |                                              |                                              |                                              |                                              |                                              |  |  | Shō Shin 尚眞 n.1465–m.1526; r.1477–15263    |                                              |                                              |                                              |                                              |                                              |  |  |                                           |                                           |                                           |                                           |                                           |                                           |  |  |                                                |                                                |                                                |                                                |                                                |                                                |  |  |                                               |                                               |                                               |                                               |                                               |                                               |  |  |                                            |                                            |                                            |                                            |                                            |                                            |  |  |                                 |                                 |                                 |                                 |                                 |                                 |  |  |  |  |  |  |  |  |  |  |  |  |  |  |  |  |  |  |  |  |  |  |  |  |  |  |  |  |  |  |  |  |  |  |  |  |  |  |  |  |  |  |
|                                              |                                              |                                              |                                              |                                              |                                              |  |  |                                                  |                                                  |                                                  |                                                  |                                                  |                                                  |  |  |                                                    |                                                    |                                                    |                                                    |                                                    |                                                    |  |  |                                              |                                              |                                              |                                              |                                              |                                              |  |  |                                              |                                              |                                              |                                              |                                              |                                              |  |  |                                           |                                           |                                           |                                           |                                           |                                           |  |  |                                                |                                                |                                                |                                                |                                                |                                                |  |  |                                               |                                               |                                               |                                               |                                               |                                               |  |  |                                            |                                            |                                            |                                            |                                            |                                            |  |  |                                 |                                 |                                 |                                 |                                 |                                 |  |  |  |  |  |  |  |  |  |  |  |  |  |  |  |  |  |  |  |  |  |  |  |  |  |  |  |  |  |  |  |  |  |  |  |  |  |  |  |  |  |  |
|                                              |                                              |                                              |                                              |                                              |                                              |  |  |                                                  |                                                  |                                                  |                                                  |                                                  |                                                  |  |  |                                                    |                                                    |                                                    |                                                    |                                                    |                                                    |  |  |                                              |                                              |                                              |                                              |                                              |                                              |  |  |                                              |                                              |                                              |                                              |                                              |                                              |  |  |                                           |                                           |                                           |                                           |                                           |                                           |  |  |                                                |                                                |                                                |                                                |                                                |                                                |  |  |                                               |                                               |                                               |                                               |                                               |                                               |  |  |                                            |                                            |                                            |                                            |                                            |                                            |  |  |                                 |                                 |                                 |                                 |                                 |                                 |  |  |  |  |  |  |  |  |  |  |  |  |  |  |  |  |  |  |  |  |  |  |  |  |  |  |  |  |  |  |  |  |  |  |  |  |  |  |  |  |  |  |
|                                              |                                              |                                              |                                              |                                              |                                              |  |  | Shō Ikō (n.1494–m.1540) Urasoe Wōji Chōman       | Shō Ikō (n.1494–m.1540) Urasoe Wōji Chōman       | Shō Ikō (n.1494–m.1540) Urasoe Wōji Chōman       | Shō Ikō (n.1494–m.1540) Urasoe Wōji Chōman       | Shō Ikō (n.1494–m.1540) Urasoe Wōji Chōman       | Shō Ikō (n.1494–m.1540) Urasoe Wōji Chōman       |  |  | Ōzato Wōji Chōei                                   | Ōzato Wōji Chōei                                   | Ōzato Wōji Chōei                                   | Ōzato Wōji Chōei                                   | Ōzato Wōji Chōei                                   | Ōzato Wōji Chōei                                   |  |  | Shō Shōi Nakijin Wōji Chōten                 | Shō Shōi Nakijin Wōji Chōten                 | Shō Shōi Nakijin Wōji Chōten                 | Shō Shōi Nakijin Wōji Chōten                 | Shō Shōi Nakijin Wōji Chōten                 | Shō Shōi Nakijin Wōji Chōten                 |  |  | Shō Ryūtoku Goeku Wōji Chōfuku               | Shō Ryūtoku Goeku Wōji Chōfuku               | Shō Ryūtoku Goeku Wōji Chōfuku               | Shō Ryūtoku Goeku Wōji Chōfuku               | Shō Ryūtoku Goeku Wōji Chōfuku               | Shō Ryūtoku Goeku Wōji Chōfuku               |  |  | Shō Sei 尚清 n.1497–m.1555; r.1526-15554  | Shō Sei 尚清 n.1497–m.1555; r.1526-15554  | Shō Sei 尚清 n.1497–m.1555; r.1526-15554  | Shō Sei 尚清 n.1497–m.1555; r.1526-15554  | Shō Sei 尚清 n.1497–m.1555; r.1526-15554  | Shō Sei 尚清 n.1497–m.1555; r.1526-15554  |  |  | Shō Kyōjin Kin Wōji                            | Shō Kyōjin Kin Wōji                            | Shō Kyōjin Kin Wōji                            | Shō Kyōjin Kin Wōji                            | Shō Kyōjin Kin Wōji                            | Shō Kyōjin Kin Wōji                            |  |  | Shō Gendō Tomigusuku Wōji                     | Shō Gendō Tomigusuku Wōji                     | Shō Gendō Tomigusuku Wōji                     | Shō Gendō Tomigusuku Wōji                     | Shō Gendō Tomigusuku Wōji                     | Shō Gendō Tomigusuku Wōji                     |  |  |                                            |                                            |                                            |                                            |                                            |                                            |  |  |                                 |                                 |                                 |                                 |                                 |                                 |  |  |  |  |  |  |  |  |  |  |  |  |  |  |  |  |  |  |  |  |  |  |  |  |  |  |  |  |  |  |  |  |  |  |  |  |  |  |  |  |  |  |
|                                              |                                              |                                              |                                              |                                              |                                              |  |  | Shō Ikō (n.1494–m.1540) Urasoe Wōji Chōman       | Shō Ikō (n.1494–m.1540) Urasoe Wōji Chōman       | Shō Ikō (n.1494–m.1540) Urasoe Wōji Chōman       | Shō Ikō (n.1494–m.1540) Urasoe Wōji Chōman       | Shō Ikō (n.1494–m.1540) Urasoe Wōji Chōman       | Shō Ikō (n.1494–m.1540) Urasoe Wōji Chōman       |  |  | Ōzato Wōji Chōei                                   | Ōzato Wōji Chōei                                   | Ōzato Wōji Chōei                                   | Ōzato Wōji Chōei                                   | Ōzato Wōji Chōei                                   | Ōzato Wōji Chōei                                   |  |  | Shō Shōi Nakijin Wōji Chōten                 | Shō Shōi Nakijin Wōji Chōten                 | Shō Shōi Nakijin Wōji Chōten                 | Shō Shōi Nakijin Wōji Chōten                 | Shō Shōi Nakijin Wōji Chōten                 | Shō Shōi Nakijin Wōji Chōten                 |  |  | Shō Ryūtoku Goeku Wōji Chōfuku               | Shō Ryūtoku Goeku Wōji Chōfuku               | Shō Ryūtoku Goeku Wōji Chōfuku               | Shō Ryūtoku Goeku Wōji Chōfuku               | Shō Ryūtoku Goeku Wōji Chōfuku               | Shō Ryūtoku Goeku Wōji Chōfuku               |  |  | Shō Sei 尚清 n.1497–m.1555; r.1526-15554  | Shō Sei 尚清 n.1497–m.1555; r.1526-15554  | Shō Sei 尚清 n.1497–m.1555; r.1526-15554  | Shō Sei 尚清 n.1497–m.1555; r.1526-15554  | Shō Sei 尚清 n.1497–m.1555; r.1526-15554  | Shō Sei 尚清 n.1497–m.1555; r.1526-15554  |  |  | Shō Kyōjin Kin Wōji                            | Shō Kyōjin Kin Wōji                            | Shō Kyōjin Kin Wōji                            | Shō Kyōjin Kin Wōji                            | Shō Kyōjin Kin Wōji                            | Shō Kyōjin Kin Wōji                            |  |  | Shō Gendō Tomigusuku Wōji                     | Shō Gendō Tomigusuku Wōji                     | Shō Gendō Tomigusuku Wōji                     | Shō Gendō Tomigusuku Wōji                     | Shō Gendō Tomigusuku Wōji                     | Shō Gendō Tomigusuku Wōji                     |  |  |                                            |                                            |                                            |                                            |                                            |                                            |  |  |                                 |                                 |                                 |                                 |                                 |                                 |  |  |  |  |  |  |  |  |  |  |  |  |  |  |  |  |  |  |  |  |  |  |  |  |  |  |  |  |  |  |  |  |  |  |  |  |  |  |  |  |  |  |
|                                              |                                              |                                              |                                              |                                              |                                              |  |  |                                                  |                                                  |                                                  |                                                  |                                                  |                                                  |  |  |                                                    |                                                    |                                                    |                                                    |                                                    |                                                    |  |  |                                              |                                              |                                              |                                              |                                              |                                              |  |  |                                              |                                              |                                              |                                              |                                              |                                              |  |  |                                           |                                           |                                           |                                           |                                           |                                           |  |  |                                                |                                                |                                                |                                                |                                                |                                                |  |  |                                               |                                               |                                               |                                               |                                               |                                               |  |  |                                            |                                            |                                            |                                            |                                            |                                            |  |  |                                 |                                 |                                 |                                 |                                 |                                 |  |  |  |  |  |  |  |  |  |  |  |  |  |  |  |  |  |  |  |  |  |  |  |  |  |  |  |  |  |  |  |  |  |  |  |  |  |  |  |  |  |  |
| Bainan Minema Kikoe-ōgimi ♀                  | Bainan Minema Kikoe-ōgimi ♀                  | Bainan Minema Kikoe-ōgimi ♀                  | Bainan Minema Kikoe-ōgimi ♀                  | Bainan Minema Kikoe-ōgimi ♀                  | Bainan Minema Kikoe-ōgimi ♀                  |  |  | Shō Kōgyō (n.1512–m.1576) Urasoe Wōji Chōkyō     | Shō Kōgyō (n.1512–m.1576) Urasoe Wōji Chōkyō     | Shō Kōgyō (n.1512–m.1576) Urasoe Wōji Chōkyō     | Shō Kōgyō (n.1512–m.1576) Urasoe Wōji Chōkyō     | Shō Kōgyō (n.1512–m.1576) Urasoe Wōji Chōkyō     | Shō Kōgyō (n.1512–m.1576) Urasoe Wōji Chōkyō     |  |  | Shō Tei Nakagusuku Wōji                            | Shō Tei Nakagusuku Wōji                            | Shō Tei Nakagusuku Wōji                            | Shō Tei Nakagusuku Wōji                            | Shō Tei Nakagusuku Wōji                            | Shō Tei Nakagusuku Wōji                            |  |  | Shō Gen 尚元 n.1528–m.1572; r.1556–15725     | Shō Gen 尚元 n.1528–m.1572; r.1556–15725     | Shō Gen 尚元 n.1528–m.1572; r.1556–15725     | Shō Gen 尚元 n.1528–m.1572; r.1556–15725     | Shō Gen 尚元 n.1528–m.1572; r.1556–15725     | Shō Gen 尚元 n.1528–m.1572; r.1556–15725     |  |  | Shō Yōsō Katsuren Wōji Chōsō                 | Shō Yōsō Katsuren Wōji Chōsō                 | Shō Yōsō Katsuren Wōji Chōsō                 | Shō Yōsō Katsuren Wōji Chōsō                 | Shō Yōsō Katsuren Wōji Chōsō                 | Shō Yōsō Katsuren Wōji Chōsō                 |  |  | Shō Kanshin Ufuie Wōji                    | Shō Kanshin Ufuie Wōji                    | Shō Kanshin Ufuie Wōji                    | Shō Kanshin Ufuie Wōji                    | Shō Kanshin Ufuie Wōji                    | Shō Kanshin Ufuie Wōji                    |  |  | Shō Kan Chatan Wōji Chōri                      | Shō Kan Chatan Wōji Chōri                      | Shō Kan Chatan Wōji Chōri                      | Shō Kan Chatan Wōji Chōri                      | Shō Kan Chatan Wōji Chōri                      | Shō Kan Chatan Wōji Chōri                      |  |  | Shō Hangoku (m.1548) Kochinda Wōji Chōten     | Shō Hangoku (m.1548) Kochinda Wōji Chōten     | Shō Hangoku (m.1548) Kochinda Wōji Chōten     | Shō Hangoku (m.1548) Kochinda Wōji Chōten     | Shō Hangoku (m.1548) Kochinda Wōji Chōten     | Shō Hangoku (m.1548) Kochinda Wōji Chōten     |  |  | Shō Sōken n.1538–m.1586 Ie Wōji Chōgi      | Shō Sōken n.1538–m.1586 Ie Wōji Chōgi      | Shō Sōken n.1538–m.1586 Ie Wōji Chōgi      | Shō Sōken n.1538–m.1586 Ie Wōji Chōgi      | Shō Sōken n.1538–m.1586 Ie Wōji Chōgi      | Shō Sōken n.1538–m.1586 Ie Wōji Chōgi      |  |  | Shō Kōtoku Yomitan Wōji Chōbyō  | Shō Kōtoku Yomitan Wōji Chōbyō  | Shō Kōtoku Yomitan Wōji Chōbyō  | Shō Kōtoku Yomitan Wōji Chōbyō  | Shō Kōtoku Yomitan Wōji Chōbyō  | Shō Kōtoku Yomitan Wōji Chōbyō  |  |  |  |  |  |  |  |  |  |  |  |  |  |  |  |  |  |  |  |  |  |  |  |  |  |  |  |  |  |  |  |  |  |  |  |  |  |  |  |  |  |  |
| Bainan Minema Kikoe-ōgimi ♀                  | Bainan Minema Kikoe-ōgimi ♀                  | Bainan Minema Kikoe-ōgimi ♀                  | Bainan Minema Kikoe-ōgimi ♀                  | Bainan Minema Kikoe-ōgimi ♀                  | Bainan Minema Kikoe-ōgimi ♀                  |  |  | Shō Kōgyō (n.1512–m.1576) Urasoe Wōji Chōkyō     | Shō Kōgyō (n.1512–m.1576) Urasoe Wōji Chōkyō     | Shō Kōgyō (n.1512–m.1576) Urasoe Wōji Chōkyō     | Shō Kōgyō (n.1512–m.1576) Urasoe Wōji Chōkyō     | Shō Kōgyō (n.1512–m.1576) Urasoe Wōji Chōkyō     | Shō Kōgyō (n.1512–m.1576) Urasoe Wōji Chōkyō     |  |  | Shō Tei Nakagusuku Wōji                            | Shō Tei Nakagusuku Wōji                            | Shō Tei Nakagusuku Wōji                            | Shō Tei Nakagusuku Wōji                            | Shō Tei Nakagusuku Wōji                            | Shō Tei Nakagusuku Wōji                            |  |  | Shō Gen 尚元 n.1528–m.1572; r.1556–15725     | Shō Gen 尚元 n.1528–m.1572; r.1556–15725     | Shō Gen 尚元 n.1528–m.1572; r.1556–15725     | Shō Gen 尚元 n.1528–m.1572; r.1556–15725     | Shō Gen 尚元 n.1528–m.1572; r.1556–15725     | Shō Gen 尚元 n.1528–m.1572; r.1556–15725     |  |  | Shō Yōsō Katsuren Wōji Chōsō                 | Shō Yōsō Katsuren Wōji Chōsō                 | Shō Yōsō Katsuren Wōji Chōsō                 | Shō Yōsō Katsuren Wōji Chōsō                 | Shō Yōsō Katsuren Wōji Chōsō                 | Shō Yōsō Katsuren Wōji Chōsō                 |  |  | Shō Kanshin Ufuie Wōji                    | Shō Kanshin Ufuie Wōji                    | Shō Kanshin Ufuie Wōji                    | Shō Kanshin Ufuie Wōji                    | Shō Kanshin Ufuie Wōji                    | Shō Kanshin Ufuie Wōji                    |  |  | Shō Kan Chatan Wōji Chōri                      | Shō Kan Chatan Wōji Chōri                      | Shō Kan Chatan Wōji Chōri                      | Shō Kan Chatan Wōji Chōri                      | Shō Kan Chatan Wōji Chōri                      | Shō Kan Chatan Wōji Chōri                      |  |  | Shō Hangoku (m.1548) Kochinda Wōji Chōten     | Shō Hangoku (m.1548) Kochinda Wōji Chōten     | Shō Hangoku (m.1548) Kochinda Wōji Chōten     | Shō Hangoku (m.1548) Kochinda Wōji Chōten     | Shō Hangoku (m.1548) Kochinda Wōji Chōten     | Shō Hangoku (m.1548) Kochinda Wōji Chōten     |  |  | Shō Sōken n.1538–m.1586 Ie Wōji Chōgi      | Shō Sōken n.1538–m.1586 Ie Wōji Chōgi      | Shō Sōken n.1538–m.1586 Ie Wōji Chōgi      | Shō Sōken n.1538–m.1586 Ie Wōji Chōgi      | Shō Sōken n.1538–m.1586 Ie Wōji Chōgi      | Shō Sōken n.1538–m.1586 Ie Wōji Chōgi      |  |  | Shō Kōtoku Yomitan Wōji Chōbyō  | Shō Kōtoku Yomitan Wōji Chōbyō  | Shō Kōtoku Yomitan Wōji Chōbyō  | Shō Kōtoku Yomitan Wōji Chōbyō  | Shō Kōtoku Yomitan Wōji Chōbyō  | Shō Kōtoku Yomitan Wōji Chōbyō  |  |  |  |  |  |  |  |  |  |  |  |  |  |  |  |  |  |  |  |  |  |  |  |  |  |  |  |  |  |  |  |  |  |  |  |  |  |  |  |  |  |  |
|                                              |                                              |                                              |                                              |                                              |                                              |  |  |                                                  |                                                  |                                                  |                                                  |                                                  |                                                  |  |  |                                                    |                                                    |                                                    |                                                    |                                                    |                                                    |  |  |                                              |                                              |                                              |                                              |                                              |                                              |  |  |                                              |                                              |                                              |                                              |                                              |                                              |  |  |                                           |                                           |                                           |                                           |                                           |                                           |  |  |                                                |                                                |                                                |                                                |                                                |                                                |  |  |                                               |                                               |                                               |                                               |                                               |                                               |  |  |                                            |                                            |                                            |                                            |                                            |                                            |  |  |                                 |                                 |                                 |                                 |                                 |                                 |  |  |  |  |  |  |  |  |  |  |  |  |  |  |  |  |  |  |  |  |  |  |  |  |  |  |  |  |  |  |  |  |  |  |  |  |  |  |  |  |  |  |
|                                              |                                              |                                              |                                              |                                              |                                              |  |  | Shō I m.1584 Yonagusuku Wōji Chōken              | Shō I m.1584 Yonagusuku Wōji Chōken              | Shō I m.1584 Yonagusuku Wōji Chōken              | Shō I m.1584 Yonagusuku Wōji Chōken              | Shō I m.1584 Yonagusuku Wōji Chōken              | Shō I m.1584 Yonagusuku Wōji Chōken              |  |  | Shō Kōhaku n.1557–m.1575 Kumegushikawa Wōji Chōtsū | Shō Kōhaku n.1557–m.1575 Kumegushikawa Wōji Chōtsū | Shō Kōhaku n.1557–m.1575 Kumegushikawa Wōji Chōtsū | Shō Kōhaku n.1557–m.1575 Kumegushikawa Wōji Chōtsū | Shō Kōhaku n.1557–m.1575 Kumegushikawa Wōji Chōtsū | Shō Kōhaku n.1557–m.1575 Kumegushikawa Wōji Chōtsū |  |  | Shō Ei 尚永 n.1559–m.1588; r.1573–15886      | Shō Ei 尚永 n.1559–m.1588; r.1573–15886      | Shō Ei 尚永 n.1559–m.1588; r.1573–15886      | Shō Ei 尚永 n.1559–m.1588; r.1573–15886      | Shō Ei 尚永 n.1559–m.1588; r.1573–15886      | Shō Ei 尚永 n.1559–m.1588; r.1573–15886      |  |  | Shō Kyū n.1560–m.1620 Kin Wōji Chōkō         | Shō Kyū n.1560–m.1620 Kin Wōji Chōkō         | Shō Kyū n.1560–m.1620 Kin Wōji Chōkō         | Shō Kyū n.1560–m.1620 Kin Wōji Chōkō         | Shō Kyū n.1560–m.1620 Kin Wōji Chōkō         | Shō Kyū n.1560–m.1620 Kin Wōji Chōkō         |  |  |                                           |                                           |                                           |                                           |                                           |                                           |  |  |                                                |                                                |                                                |                                                |                                                |                                                |  |  |                                               |                                               |                                               |                                               |                                               |                                               |  |  |                                            |                                            |                                            |                                            |                                            |                                            |  |  |                                 |                                 |                                 |                                 |                                 |                                 |  |  |  |  |  |  |  |  |  |  |  |  |  |  |  |  |  |  |  |  |  |  |  |  |  |  |  |  |  |  |  |  |  |  |  |  |  |  |  |  |  |  |
|                                              |                                              |                                              |                                              |                                              |                                              |  |  | Shō I m.1584 Yonagusuku Wōji Chōken              | Shō I m.1584 Yonagusuku Wōji Chōken              | Shō I m.1584 Yonagusuku Wōji Chōken              | Shō I m.1584 Yonagusuku Wōji Chōken              | Shō I m.1584 Yonagusuku Wōji Chōken              | Shō I m.1584 Yonagusuku Wōji Chōken              |  |  | Shō Kōhaku n.1557–m.1575 Kumegushikawa Wōji Chōtsū | Shō Kōhaku n.1557–m.1575 Kumegushikawa Wōji Chōtsū | Shō Kōhaku n.1557–m.1575 Kumegushikawa Wōji Chōtsū | Shō Kōhaku n.1557–m.1575 Kumegushikawa Wōji Chōtsū | Shō Kōhaku n.1557–m.1575 Kumegushikawa Wōji Chōtsū | Shō Kōhaku n.1557–m.1575 Kumegushikawa Wōji Chōtsū |  |  | Shō Ei 尚永 n.1559–m.1588; r.1573–15886      | Shō Ei 尚永 n.1559–m.1588; r.1573–15886      | Shō Ei 尚永 n.1559–m.1588; r.1573–15886      | Shō Ei 尚永 n.1559–m.1588; r.1573–15886      | Shō Ei 尚永 n.1559–m.1588; r.1573–15886      | Shō Ei 尚永 n.1559–m.1588; r.1573–15886      |  |  | Shō Kyū n.1560–m.1620 Kin Wōji Chōkō         | Shō Kyū n.1560–m.1620 Kin Wōji Chōkō         | Shō Kyū n.1560–m.1620 Kin Wōji Chōkō         | Shō Kyū n.1560–m.1620 Kin Wōji Chōkō         | Shō Kyū n.1560–m.1620 Kin Wōji Chōkō         | Shō Kyū n.1560–m.1620 Kin Wōji Chōkō         |  |  |                                           |                                           |                                           |                                           |                                           |                                           |  |  |                                                |                                                |                                                |                                                |                                                |                                                |  |  |                                               |                                               |                                               |                                               |                                               |                                               |  |  |                                            |                                            |                                            |                                            |                                            |                                            |  |  |                                 |                                 |                                 |                                 |                                 |                                 |  |  |  |  |  |  |  |  |  |  |  |  |  |  |  |  |  |  |  |  |  |  |  |  |  |  |  |  |  |  |  |  |  |  |  |  |  |  |  |  |  |  |
|                                              |                                              |                                              |                                              |                                              |                                              |  |  |                                                  |                                                  |                                                  |                                                  |                                                  |                                                  |  |  |                                                    |                                                    |                                                    |                                                    |                                                    |                                                    |  |  |                                              |                                              |                                              |                                              |                                              |                                              |  |  |                                              |                                              |                                              |                                              |                                              |                                              |  |  |                                           |                                           |                                           |                                           |                                           |                                           |  |  |                                                |                                                |                                                |                                                |                                                |                                                |  |  |                                               |                                               |                                               |                                               |                                               |                                               |  |  |                                            |                                            |                                            |                                            |                                            |                                            |  |  |                                 |                                 |                                 |                                 |                                 |                                 |  |  |  |  |  |  |  |  |  |  |  |  |  |  |  |  |  |  |  |  |  |  |  |  |  |  |  |  |  |  |  |  |  |  |  |  |  |  |  |  |  |  |
| Shō Kō n.1570–m.1610 Gushichan Wōji Chōsei   | Shō Kō n.1570–m.1610 Gushichan Wōji Chōsei   | Shō Kō n.1570–m.1610 Gushichan Wōji Chōsei   | Shō Kō n.1570–m.1610 Gushichan Wōji Chōsei   | Shō Kō n.1570–m.1610 Gushichan Wōji Chōsei   | Shō Kō n.1570–m.1610 Gushichan Wōji Chōsei   |  |  | Shō Nei 尚寧 n.1564–m.1620; r.1589-16207         | Shō Nei 尚寧 n.1564–m.1620; r.1589-16207         | Shō Nei 尚寧 n.1564–m.1620; r.1589-16207         | Shō Nei 尚寧 n.1564–m.1620; r.1589-16207         | Shō Nei 尚寧 n.1564–m.1620; r.1589-16207         | Shō Nei 尚寧 n.1564–m.1620; r.1589-16207         |  |  | Shō Ken Katsuren Wōji Chōri                        | Shō Ken Katsuren Wōji Chōri                        | Shō Ken Katsuren Wōji Chōri                        | Shō Ken Katsuren Wōji Chōri                        | Shō Ken Katsuren Wōji Chōri                        | Shō Ken Katsuren Wōji Chōri                        |  |  | Shō Kan Majinitaru Wōji Chōchi               | Shō Kan Majinitaru Wōji Chōchi               | Shō Kan Majinitaru Wōji Chōchi               | Shō Kan Majinitaru Wōji Chōchi               | Shō Kan Majinitaru Wōji Chōchi               | Shō Kan Majinitaru Wōji Chōchi               |  |  | Shō Tei Gushikawa Wōji Chōri                 | Shō Tei Gushikawa Wōji Chōri                 | Shō Tei Gushikawa Wōji Chōri                 | Shō Tei Gushikawa Wōji Chōri                 | Shō Tei Gushikawa Wōji Chōri                 | Shō Tei Gushikawa Wōji Chōri                 |  |  | Shō Hō 尚豊 n.1590–m.1640; r.1621–16408   | Shō Hō 尚豊 n.1590–m.1640; r.1621–16408   | Shō Hō 尚豊 n.1590–m.1640; r.1621–16408   | Shō Hō 尚豊 n.1590–m.1640; r.1621–16408   | Shō Hō 尚豊 n.1590–m.1640; r.1621–16408   | Shō Hō 尚豊 n.1590–m.1640; r.1621–16408   |  |  | Shō Sei Kin Wōji Chōtei                        | Shō Sei Kin Wōji Chōtei                        | Shō Sei Kin Wōji Chōtei                        | Shō Sei Kin Wōji Chōtei                        | Shō Sei Kin Wōji Chōtei                        | Shō Sei Kin Wōji Chōtei                        |  |  | Shō Ō Kin Wōji Chōton                         | Shō Ō Kin Wōji Chōton                         | Shō Ō Kin Wōji Chōton                         | Shō Ō Kin Wōji Chōton                         | Shō Ō Kin Wōji Chōton                         | Shō Ō Kin Wōji Chōton                         |  |  | Shō Kyō n.1610– Kumegushikawa Wōji Chōei   | Shō Kyō n.1610– Kumegushikawa Wōji Chōei   | Shō Kyō n.1610– Kumegushikawa Wōji Chōei   | Shō Kyō n.1610– Kumegushikawa Wōji Chōei   | Shō Kyō n.1610– Kumegushikawa Wōji Chōei   | Shō Kyō n.1610– Kumegushikawa Wōji Chōei   |  |  | Shō Zenku Uchima Uēkata Chōmoku | Shō Zenku Uchima Uēkata Chōmoku | Shō Zenku Uchima Uēkata Chōmoku | Shō Zenku Uchima Uēkata Chōmoku | Shō Zenku Uchima Uēkata Chōmoku | Shō Zenku Uchima Uēkata Chōmoku |  |  |  |  |  |  |  |  |  |  |  |  |  |  |  |  |  |  |  |  |  |  |  |  |  |  |  |  |  |  |  |  |  |  |  |  |  |  |  |  |  |  |
| Shō Kō n.1570–m.1610 Gushichan Wōji Chōsei   | Shō Kō n.1570–m.1610 Gushichan Wōji Chōsei   | Shō Kō n.1570–m.1610 Gushichan Wōji Chōsei   | Shō Kō n.1570–m.1610 Gushichan Wōji Chōsei   | Shō Kō n.1570–m.1610 Gushichan Wōji Chōsei   | Shō Kō n.1570–m.1610 Gushichan Wōji Chōsei   |  |  | Shō Nei 尚寧 n.1564–m.1620; r.1589-16207         | Shō Nei 尚寧 n.1564–m.1620; r.1589-16207         | Shō Nei 尚寧 n.1564–m.1620; r.1589-16207         | Shō Nei 尚寧 n.1564–m.1620; r.1589-16207         | Shō Nei 尚寧 n.1564–m.1620; r.1589-16207         | Shō Nei 尚寧 n.1564–m.1620; r.1589-16207         |  |  | Shō Ken Katsuren Wōji Chōri                        | Shō Ken Katsuren Wōji Chōri                        | Shō Ken Katsuren Wōji Chōri                        | Shō Ken Katsuren Wōji Chōri                        | Shō Ken Katsuren Wōji Chōri                        | Shō Ken Katsuren Wōji Chōri                        |  |  | Shō Kan Majinitaru Wōji Chōchi               | Shō Kan Majinitaru Wōji Chōchi               | Shō Kan Majinitaru Wōji Chōchi               | Shō Kan Majinitaru Wōji Chōchi               | Shō Kan Majinitaru Wōji Chōchi               | Shō Kan Majinitaru Wōji Chōchi               |  |  | Shō Tei Gushikawa Wōji Chōri                 | Shō Tei Gushikawa Wōji Chōri                 | Shō Tei Gushikawa Wōji Chōri                 | Shō Tei Gushikawa Wōji Chōri                 | Shō Tei Gushikawa Wōji Chōri                 | Shō Tei Gushikawa Wōji Chōri                 |  |  | Shō Hō 尚豊 n.1590–m.1640; r.1621–16408   | Shō Hō 尚豊 n.1590–m.1640; r.1621–16408   | Shō Hō 尚豊 n.1590–m.1640; r.1621–16408   | Shō Hō 尚豊 n.1590–m.1640; r.1621–16408   | Shō Hō 尚豊 n.1590–m.1640; r.1621–16408   | Shō Hō 尚豊 n.1590–m.1640; r.1621–16408   |  |  | Shō Sei Kin Wōji Chōtei                        | Shō Sei Kin Wōji Chōtei                        | Shō Sei Kin Wōji Chōtei                        | Shō Sei Kin Wōji Chōtei                        | Shō Sei Kin Wōji Chōtei                        | Shō Sei Kin Wōji Chōtei                        |  |  | Shō Ō Kin Wōji Chōton                         | Shō Ō Kin Wōji Chōton                         | Shō Ō Kin Wōji Chōton                         | Shō Ō Kin Wōji Chōton                         | Shō Ō Kin Wōji Chōton                         | Shō Ō Kin Wōji Chōton                         |  |  | Shō Kyō n.1610– Kumegushikawa Wōji Chōei   | Shō Kyō n.1610– Kumegushikawa Wōji Chōei   | Shō Kyō n.1610– Kumegushikawa Wōji Chōei   | Shō Kyō n.1610– Kumegushikawa Wōji Chōei   | Shō Kyō n.1610– Kumegushikawa Wōji Chōei   | Shō Kyō n.1610– Kumegushikawa Wōji Chōei   |  |  | Shō Zenku Uchima Uēkata Chōmoku | Shō Zenku Uchima Uēkata Chōmoku | Shō Zenku Uchima Uēkata Chōmoku | Shō Zenku Uchima Uēkata Chōmoku | Shō Zenku Uchima Uēkata Chōmoku | Shō Zenku Uchima Uēkata Chōmoku |  |  |  |  |  |  |  |  |  |  |  |  |  |  |  |  |  |  |  |  |  |  |  |  |  |  |  |  |  |  |  |  |  |  |  |  |  |  |  |  |  |  |
|                                              |                                              |                                              |                                              |                                              |                                              |  |  |                                                  |                                                  |                                                  |                                                  |                                                  |                                                  |  |  |                                                    |                                                    |                                                    |                                                    |                                                    |                                                    |  |  |                                              |                                              |                                              |                                              |                                              |                                              |  |  |                                              |                                              |                                              |                                              |                                              |                                              |  |  |                                           |                                           |                                           |                                           |                                           |                                           |  |  |                                                |                                                |                                                |                                                |                                                |                                                |  |  |                                               |                                               |                                               |                                               |                                               |                                               |  |  |                                            |                                            |                                            |                                            |                                            |                                            |  |  |                                 |                                 |                                 |                                 |                                 |                                 |  |  |  |  |  |  |  |  |  |  |  |  |  |  |  |  |  |  |  |  |  |  |  |  |  |  |  |  |  |  |  |  |  |  |  |  |  |  |  |  |  |  |
|                                              |                                              |                                              |                                              |                                              |                                              |  |  |                                                  |                                                  |                                                  |                                                  |                                                  |                                                  |  |  |                                                    |                                                    |                                                    |                                                    |                                                    |                                                    |  |  | Shō Kyō n.1612–m.1631 Urasoe Wōji Chōryō     | Shō Kyō n.1612–m.1631 Urasoe Wōji Chōryō     | Shō Kyō n.1612–m.1631 Urasoe Wōji Chōryō     | Shō Kyō n.1612–m.1631 Urasoe Wōji Chōryō     | Shō Kyō n.1612–m.1631 Urasoe Wōji Chōryō     | Shō Kyō n.1612–m.1631 Urasoe Wōji Chōryō     |  |  | Shō Bun n.1614–m.1673 Nakagusuku Wōji Chōeki | Shō Bun n.1614–m.1673 Nakagusuku Wōji Chōeki | Shō Bun n.1614–m.1673 Nakagusuku Wōji Chōeki | Shō Bun n.1614–m.1673 Nakagusuku Wōji Chōeki | Shō Bun n.1614–m.1673 Nakagusuku Wōji Chōeki | Shō Bun n.1614–m.1673 Nakagusuku Wōji Chōeki |  |  | Shō Ken 尚賢 n.1625–m.1647; r.1641-16479  | Shō Ken 尚賢 n.1625–m.1647; r.1641-16479  | Shō Ken 尚賢 n.1625–m.1647; r.1641-16479  | Shō Ken 尚賢 n.1625–m.1647; r.1641-16479  | Shō Ken 尚賢 n.1625–m.1647; r.1641-16479  | Shō Ken 尚賢 n.1625–m.1647; r.1641-16479  |  |  | Shō Shitsu 尚質 n.1629–m.1668; r.1648–166810   | Shō Shitsu 尚質 n.1629–m.1668; r.1648–166810   | Shō Shitsu 尚質 n.1629–m.1668; r.1648–166810   | Shō Shitsu 尚質 n.1629–m.1668; r.1648–166810   | Shō Shitsu 尚質 n.1629–m.1668; r.1648–166810   | Shō Shitsu 尚質 n.1629–m.1668; r.1648–166810   |  |  |                                               |                                               |                                               |                                               |                                               |                                               |  |  |                                            |                                            |                                            |                                            |                                            |                                            |  |  |                                 |                                 |                                 |                                 |                                 |                                 |  |  |  |  |  |  |  |  |  |  |  |  |  |  |  |  |  |  |  |  |  |  |  |  |  |  |  |  |  |  |  |  |  |  |  |  |  |  |  |  |  |  |
|                                              |                                              |                                              |                                              |                                              |                                              |  |  |                                                  |                                                  |                                                  |                                                  |                                                  |                                                  |  |  |                                                    |                                                    |                                                    |                                                    |                                                    |                                                    |  |  | Shō Kyō n.1612–m.1631 Urasoe Wōji Chōryō     | Shō Kyō n.1612–m.1631 Urasoe Wōji Chōryō     | Shō Kyō n.1612–m.1631 Urasoe Wōji Chōryō     | Shō Kyō n.1612–m.1631 Urasoe Wōji Chōryō     | Shō Kyō n.1612–m.1631 Urasoe Wōji Chōryō     | Shō Kyō n.1612–m.1631 Urasoe Wōji Chōryō     |  |  | Shō Bun n.1614–m.1673 Nakagusuku Wōji Chōeki | Shō Bun n.1614–m.1673 Nakagusuku Wōji Chōeki | Shō Bun n.1614–m.1673 Nakagusuku Wōji Chōeki | Shō Bun n.1614–m.1673 Nakagusuku Wōji Chōeki | Shō Bun n.1614–m.1673 Nakagusuku Wōji Chōeki | Shō Bun n.1614–m.1673 Nakagusuku Wōji Chōeki |  |  | Shō Ken 尚賢 n.1625–m.1647; r.1641-16479  | Shō Ken 尚賢 n.1625–m.1647; r.1641-16479  | Shō Ken 尚賢 n.1625–m.1647; r.1641-16479  | Shō Ken 尚賢 n.1625–m.1647; r.1641-16479  | Shō Ken 尚賢 n.1625–m.1647; r.1641-16479  | Shō Ken 尚賢 n.1625–m.1647; r.1641-16479  |  |  | Shō Shitsu 尚質 n.1629–m.1668; r.1648–166810   | Shō Shitsu 尚質 n.1629–m.1668; r.1648–166810   | Shō Shitsu 尚質 n.1629–m.1668; r.1648–166810   | Shō Shitsu 尚質 n.1629–m.1668; r.1648–166810   | Shō Shitsu 尚質 n.1629–m.1668; r.1648–166810   | Shō Shitsu 尚質 n.1629–m.1668; r.1648–166810   |  |  |                                               |                                               |                                               |                                               |                                               |                                               |  |  |                                            |                                            |                                            |                                            |                                            |                                            |  |  |                                 |                                 |                                 |                                 |                                 |                                 |  |  |  |  |  |  |  |  |  |  |  |  |  |  |  |  |  |  |  |  |  |  |  |  |  |  |  |  |  |  |  |  |  |  |  |  |  |  |  |  |  |  |
|                                              |                                              |                                              |                                              |                                              |                                              |  |  |                                                  |                                                  |                                                  |                                                  |                                                  |                                                  |  |  |                                                    |                                                    |                                                    |                                                    |                                                    |                                                    |  |  |                                              |                                              |                                              |                                              |                                              |                                              |  |  |                                              |                                              |                                              |                                              |                                              |                                              |  |  |                                           |                                           |                                           |                                           |                                           |                                           |  |  |                                                |                                                |                                                |                                                |                                                |                                                |  |  |                                               |                                               |                                               |                                               |                                               |                                               |  |  |                                            |                                            |                                            |                                            |                                            |                                            |  |  |                                 |                                 |                                 |                                 |                                 |                                 |  |  |  |  |  |  |  |  |  |  |  |  |  |  |  |  |  |  |  |  |  |  |  |  |  |  |  |  |  |  |  |  |  |  |  |  |  |  |  |  |  |  |
|                                              |                                              |                                              |                                              |                                              |                                              |  |  |                                                  |                                                  |                                                  |                                                  |                                                  |                                                  |  |  | Shō Tei 尚貞 n.1645–m.1709; r.1669–170911          | Shō Tei 尚貞 n.1645–m.1709; r.1669–170911          | Shō Tei 尚貞 n.1645–m.1709; r.1669–170911          | Shō Tei 尚貞 n.1645–m.1709; r.1669–170911          | Shō Tei 尚貞 n.1645–m.1709; r.1669–170911          | Shō Tei 尚貞 n.1645–m.1709; r.1669–170911          |  |  | Shō Kōki n.1647–m.1687 Ōzato Wōji Chōryō     | Shō Kōki n.1647–m.1687 Ōzato Wōji Chōryō     | Shō Kōki n.1647–m.1687 Ōzato Wōji Chōryō     | Shō Kōki n.1647–m.1687 Ōzato Wōji Chōryō     | Shō Kōki n.1647–m.1687 Ōzato Wōji Chōryō     | Shō Kōki n.1647–m.1687 Ōzato Wōji Chōryō     |  |  | Shō Kōnin n.1650–m.1682 Nago Wōji Chōgen     | Shō Kōnin n.1650–m.1682 Nago Wōji Chōgen     | Shō Kōnin n.1650–m.1682 Nago Wōji Chōgen     | Shō Kōnin n.1650–m.1682 Nago Wōji Chōgen     | Shō Kōnin n.1650–m.1682 Nago Wōji Chōgen     | Shō Kōnin n.1650–m.1682 Nago Wōji Chōgen     |  |  | Shō Kōsai n.1650–m.1719 Chatan Wōji Chōai | Shō Kōsai n.1650–m.1719 Chatan Wōji Chōai | Shō Kōsai n.1650–m.1719 Chatan Wōji Chōai | Shō Kōsai n.1650–m.1719 Chatan Wōji Chōai | Shō Kōsai n.1650–m.1719 Chatan Wōji Chōai | Shō Kōsai n.1650–m.1719 Chatan Wōji Chōai |  |  | Shō Kōtoku n.1653–m.1701 Kochinda Wōji Chōshun | Shō Kōtoku n.1653–m.1701 Kochinda Wōji Chōshun | Shō Kōtoku n.1653–m.1701 Kochinda Wōji Chōshun | Shō Kōtoku n.1653–m.1701 Kochinda Wōji Chōshun | Shō Kōtoku n.1653–m.1701 Kochinda Wōji Chōshun | Shō Kōtoku n.1653–m.1701 Kochinda Wōji Chōshun |  |  | Shō Kōshin n.1655–m.1687 Motobu Wōji Chōhei   | Shō Kōshin n.1655–m.1687 Motobu Wōji Chōhei   | Shō Kōshin n.1655–m.1687 Motobu Wōji Chōhei   | Shō Kōshin n.1655–m.1687 Motobu Wōji Chōhei   | Shō Kōshin n.1655–m.1687 Motobu Wōji Chōhei   | Shō Kōshin n.1655–m.1687 Motobu Wōji Chōhei   |  |  | Shō Kōzen n.1658–m.1694 Ginowan Wōji Chōgi | Shō Kōzen n.1658–m.1694 Ginowan Wōji Chōgi | Shō Kōzen n.1658–m.1694 Ginowan Wōji Chōgi | Shō Kōzen n.1658–m.1694 Ginowan Wōji Chōgi | Shō Kōzen n.1658–m.1694 Ginowan Wōji Chōgi | Shō Kōzen n.1658–m.1694 Ginowan Wōji Chōgi |  |  |                                 |                                 |                                 |                                 |                                 |                                 |  |  |  |  |  |  |  |  |  |  |  |  |  |  |  |  |  |  |  |  |  |  |  |  |  |  |  |  |  |  |  |  |  |  |  |  |  |  |  |  |  |  |
|                                              |                                              |                                              |                                              |                                              |                                              |  |  |                                                  |                                                  |                                                  |                                                  |                                                  |                                                  |  |  | Shō Tei 尚貞 n.1645–m.1709; r.1669–170911          | Shō Tei 尚貞 n.1645–m.1709; r.1669–170911          | Shō Tei 尚貞 n.1645–m.1709; r.1669–170911          | Shō Tei 尚貞 n.1645–m.1709; r.1669–170911          | Shō Tei 尚貞 n.1645–m.1709; r.1669–170911          | Shō Tei 尚貞 n.1645–m.1709; r.1669–170911          |  |  | Shō Kōki n.1647–m.1687 Ōzato Wōji Chōryō     | Shō Kōki n.1647–m.1687 Ōzato Wōji Chōryō     | Shō Kōki n.1647–m.1687 Ōzato Wōji Chōryō     | Shō Kōki n.1647–m.1687 Ōzato Wōji Chōryō     | Shō Kōki n.1647–m.1687 Ōzato Wōji Chōryō     | Shō Kōki n.1647–m.1687 Ōzato Wōji Chōryō     |  |  | Shō Kōnin n.1650–m.1682 Nago Wōji Chōgen     | Shō Kōnin n.1650–m.1682 Nago Wōji Chōgen     | Shō Kōnin n.1650–m.1682 Nago Wōji Chōgen     | Shō Kōnin n.1650–m.1682 Nago Wōji Chōgen     | Shō Kōnin n.1650–m.1682 Nago Wōji Chōgen     | Shō Kōnin n.1650–m.1682 Nago Wōji Chōgen     |  |  | Shō Kōsai n.1650–m.1719 Chatan Wōji Chōai | Shō Kōsai n.1650–m.1719 Chatan Wōji Chōai | Shō Kōsai n.1650–m.1719 Chatan Wōji Chōai | Shō Kōsai n.1650–m.1719 Chatan Wōji Chōai | Shō Kōsai n.1650–m.1719 Chatan Wōji Chōai | Shō Kōsai n.1650–m.1719 Chatan Wōji Chōai |  |  | Shō Kōtoku n.1653–m.1701 Kochinda Wōji Chōshun | Shō Kōtoku n.1653–m.1701 Kochinda Wōji Chōshun | Shō Kōtoku n.1653–m.1701 Kochinda Wōji Chōshun | Shō Kōtoku n.1653–m.1701 Kochinda Wōji Chōshun | Shō Kōtoku n.1653–m.1701 Kochinda Wōji Chōshun | Shō Kōtoku n.1653–m.1701 Kochinda Wōji Chōshun |  |  | Shō Kōshin n.1655–m.1687 Motobu Wōji Chōhei   | Shō Kōshin n.1655–m.1687 Motobu Wōji Chōhei   | Shō Kōshin n.1655–m.1687 Motobu Wōji Chōhei   | Shō Kōshin n.1655–m.1687 Motobu Wōji Chōhei   | Shō Kōshin n.1655–m.1687 Motobu Wōji Chōhei   | Shō Kōshin n.1655–m.1687 Motobu Wōji Chōhei   |  |  | Shō Kōzen n.1658–m.1694 Ginowan Wōji Chōgi | Shō Kōzen n.1658–m.1694 Ginowan Wōji Chōgi | Shō Kōzen n.1658–m.1694 Ginowan Wōji Chōgi | Shō Kōzen n.1658–m.1694 Ginowan Wōji Chōgi | Shō Kōzen n.1658–m.1694 Ginowan Wōji Chōgi | Shō Kōzen n.1658–m.1694 Ginowan Wōji Chōgi |  |  |                                 |                                 |                                 |                                 |                                 |                                 |  |  |  |  |  |  |  |  |  |  |  |  |  |  |  |  |  |  |  |  |  |  |  |  |  |  |  |  |  |  |  |  |  |  |  |  |  |  |  |  |  |  |
|                                              |                                              |                                              |                                              |                                              |                                              |  |  |                                                  |                                                  |                                                  |                                                  |                                                  |                                                  |  |  |                                                    |                                                    |                                                    |                                                    |                                                    |                                                    |  |  |                                              |                                              |                                              |                                              |                                              |                                              |  |  |                                              |                                              |                                              |                                              |                                              |                                              |  |  |                                           |                                           |                                           |                                           |                                           |                                           |  |  |                                                |                                                |                                                |                                                |                                                |                                                |  |  |                                               |                                               |                                               |                                               |                                               |                                               |  |  |                                            |                                            |                                            |                                            |                                            |                                            |  |  |                                 |                                 |                                 |                                 |                                 |                                 |  |  |  |  |  |  |  |  |  |  |  |  |  |  |  |  |  |  |  |  |  |  |  |  |  |  |  |  |  |  |  |  |  |  |  |  |  |  |  |  |  |  |
|                                              |                                              |                                              |                                              |                                              |                                              |  |  |                                                  |                                                  |                                                  |                                                  |                                                  |                                                  |  |  | Shō Jun 尚純 n.1660–m.1706 Nakagusuku Wōji         | Shō Jun 尚純 n.1660–m.1706 Nakagusuku Wōji         | Shō Jun 尚純 n.1660–m.1706 Nakagusuku Wōji         | Shō Jun 尚純 n.1660–m.1706 Nakagusuku Wōji         | Shō Jun 尚純 n.1660–m.1706 Nakagusuku Wōji         | Shō Jun 尚純 n.1660–m.1706 Nakagusuku Wōji         |  |  | Shō Kei n.1662–m.1687 Tomigusuku Wōji Chōryō | Shō Kei n.1662–m.1687 Tomigusuku Wōji Chōryō | Shō Kei n.1662–m.1687 Tomigusuku Wōji Chōryō | Shō Kei n.1662–m.1687 Tomigusuku Wōji Chōryō | Shō Kei n.1662–m.1687 Tomigusuku Wōji Chōryō | Shō Kei n.1662–m.1687 Tomigusuku Wōji Chōryō |  |  | Shō Mō n.1676–m.1721 Oroku Wōji Chōki        | Shō Mō n.1676–m.1721 Oroku Wōji Chōki        | Shō Mō n.1676–m.1721 Oroku Wōji Chōki        | Shō Mō n.1676–m.1721 Oroku Wōji Chōki        | Shō Mō n.1676–m.1721 Oroku Wōji Chōki        | Shō Mō n.1676–m.1721 Oroku Wōji Chōki        |  |  | Shō Ki n.1682–m.1711 Misato Wōji Chōtei   | Shō Ki n.1682–m.1711 Misato Wōji Chōtei   | Shō Ki n.1682–m.1711 Misato Wōji Chōtei   | Shō Ki n.1682–m.1711 Misato Wōji Chōtei   | Shō Ki n.1682–m.1711 Misato Wōji Chōtei   | Shō Ki n.1682–m.1711 Misato Wōji Chōtei   |  |  |                                                |                                                |                                                |                                                |                                                |                                                |  |  |                                               |                                               |                                               |                                               |                                               |                                               |  |  |                                            |                                            |                                            |                                            |                                            |                                            |  |  |                                 |                                 |                                 |                                 |                                 |                                 |  |  |  |  |  |  |  |  |  |  |  |  |  |  |  |  |  |  |  |  |  |  |  |  |  |  |  |  |  |  |  |  |  |  |  |  |  |  |  |  |  |  |
|                                              |                                              |                                              |                                              |                                              |                                              |  |  |                                                  |                                                  |                                                  |                                                  |                                                  |                                                  |  |  | Shō Jun 尚純 n.1660–m.1706 Nakagusuku Wōji         | Shō Jun 尚純 n.1660–m.1706 Nakagusuku Wōji         | Shō Jun 尚純 n.1660–m.1706 Nakagusuku Wōji         | Shō Jun 尚純 n.1660–m.1706 Nakagusuku Wōji         | Shō Jun 尚純 n.1660–m.1706 Nakagusuku Wōji         | Shō Jun 尚純 n.1660–m.1706 Nakagusuku Wōji         |  |  | Shō Kei n.1662–m.1687 Tomigusuku Wōji Chōryō | Shō Kei n.1662–m.1687 Tomigusuku Wōji Chōryō | Shō Kei n.1662–m.1687 Tomigusuku Wōji Chōryō | Shō Kei n.1662–m.1687 Tomigusuku Wōji Chōryō | Shō Kei n.1662–m.1687 Tomigusuku Wōji Chōryō | Shō Kei n.1662–m.1687 Tomigusuku Wōji Chōryō |  |  | Shō Mō n.1676–m.1721 Oroku Wōji Chōki        | Shō Mō n.1676–m.1721 Oroku Wōji Chōki        | Shō Mō n.1676–m.1721 Oroku Wōji Chōki        | Shō Mō n.1676–m.1721 Oroku Wōji Chōki        | Shō Mō n.1676–m.1721 Oroku Wōji Chōki        | Shō Mō n.1676–m.1721 Oroku Wōji Chōki        |  |  | Shō Ki n.1682–m.1711 Misato Wōji Chōtei   | Shō Ki n.1682–m.1711 Misato Wōji Chōtei   | Shō Ki n.1682–m.1711 Misato Wōji Chōtei   | Shō Ki n.1682–m.1711 Misato Wōji Chōtei   | Shō Ki n.1682–m.1711 Misato Wōji Chōtei   | Shō Ki n.1682–m.1711 Misato Wōji Chōtei   |  |  |                                                |                                                |                                                |                                                |                                                |                                                |  |  |                                               |                                               |                                               |                                               |                                               |                                               |  |  |                                            |                                            |                                            |                                            |                                            |                                            |  |  |                                 |                                 |                                 |                                 |                                 |                                 |  |  |  |  |  |  |  |  |  |  |  |  |  |  |  |  |  |  |  |  |  |  |  |  |  |  |  |  |  |  |  |  |  |  |  |  |  |  |  |  |  |  |
|                                              |                                              |                                              |                                              |                                              |                                              |  |  |                                                  |                                                  |                                                  |                                                  |                                                  |                                                  |  |  |                                                    |                                                    |                                                    |                                                    |                                                    |                                                    |  |  |                                              |                                              |                                              |                                              |                                              |                                              |  |  |                                              |                                              |                                              |                                              |                                              |                                              |  |  |                                           |                                           |                                           |                                           |                                           |                                           |  |  |                                                |                                                |                                                |                                                |                                                |                                                |  |  |                                               |                                               |                                               |                                               |                                               |                                               |  |  |                                            |                                            |                                            |                                            |                                            |                                            |  |  |                                 |                                 |                                 |                                 |                                 |                                 |  |  |  |  |  |  |  |  |  |  |  |  |  |  |  |  |  |  |  |  |  |  |  |  |  |  |  |  |  |  |  |  |  |  |  |  |  |  |  |  |  |  |
|                                              |                                              |                                              |                                              |                                              |                                              |  |  |                                                  |                                                  |                                                  |                                                  |                                                  |                                                  |  |  | Shō Eki 尚益 n.1678–m.1712; r.1710–171212          | Shō Eki 尚益 n.1678–m.1712; r.1710–171212          | Shō Eki 尚益 n.1678–m.1712; r.1710–171212          | Shō Eki 尚益 n.1678–m.1712; r.1710–171212          | Shō Eki 尚益 n.1678–m.1712; r.1710–171212          | Shō Eki 尚益 n.1678–m.1712; r.1710–171212          |  |  | Shō Kan n.1693– Noguni Wōji Chōchoku         | Shō Kan n.1693– Noguni Wōji Chōchoku         | Shō Kan n.1693– Noguni Wōji Chōchoku         | Shō Kan n.1693– Noguni Wōji Chōchoku         | Shō Kan n.1693– Noguni Wōji Chōchoku         | Shō Kan n.1693– Noguni Wōji Chōchoku         |  |  | Shō Sei n.1702–1759 Goeku Wōji Chōtoku       | Shō Sei n.1702–1759 Goeku Wōji Chōtoku       | Shō Sei n.1702–1759 Goeku Wōji Chōtoku       | Shō Sei n.1702–1759 Goeku Wōji Chōtoku       | Shō Sei n.1702–1759 Goeku Wōji Chōtoku       | Shō Sei n.1702–1759 Goeku Wōji Chōtoku       |  |  |                                           |                                           |                                           |                                           |                                           |                                           |  |  |                                                |                                                |                                                |                                                |                                                |                                                |  |  |                                               |                                               |                                               |                                               |                                               |                                               |  |  |                                            |                                            |                                            |                                            |                                            |                                            |  |  |                                 |                                 |                                 |                                 |                                 |                                 |  |  |  |  |  |  |  |  |  |  |  |  |  |  |  |  |  |  |  |  |  |  |  |  |  |  |  |  |  |  |  |  |  |  |  |  |  |  |  |  |  |  |
|                                              |                                              |                                              |                                              |                                              |                                              |  |  |                                                  |                                                  |                                                  |                                                  |                                                  |                                                  |  |  | Shō Eki 尚益 n.1678–m.1712; r.1710–171212          | Shō Eki 尚益 n.1678–m.1712; r.1710–171212          | Shō Eki 尚益 n.1678–m.1712; r.1710–171212          | Shō Eki 尚益 n.1678–m.1712; r.1710–171212          | Shō Eki 尚益 n.1678–m.1712; r.1710–171212          | Shō Eki 尚益 n.1678–m.1712; r.1710–171212          |  |  | Shō Kan n.1693– Noguni Wōji Chōchoku         | Shō Kan n.1693– Noguni Wōji Chōchoku         | Shō Kan n.1693– Noguni Wōji Chōchoku         | Shō Kan n.1693– Noguni Wōji Chōchoku         | Shō Kan n.1693– Noguni Wōji Chōchoku         | Shō Kan n.1693– Noguni Wōji Chōchoku         |  |  | Shō Sei n.1702–1759 Goeku Wōji Chōtoku       | Shō Sei n.1702–1759 Goeku Wōji Chōtoku       | Shō Sei n.1702–1759 Goeku Wōji Chōtoku       | Shō Sei n.1702–1759 Goeku Wōji Chōtoku       | Shō Sei n.1702–1759 Goeku Wōji Chōtoku       | Shō Sei n.1702–1759 Goeku Wōji Chōtoku       |  |  |                                           |                                           |                                           |                                           |                                           |                                           |  |  |                                                |                                                |                                                |                                                |                                                |                                                |  |  |                                               |                                               |                                               |                                               |                                               |                                               |  |  |                                            |                                            |                                            |                                            |                                            |                                            |  |  |                                 |                                 |                                 |                                 |                                 |                                 |  |  |  |  |  |  |  |  |  |  |  |  |  |  |  |  |  |  |  |  |  |  |  |  |  |  |  |  |  |  |  |  |  |  |  |  |  |  |  |  |  |  |
|                                              |                                              |                                              |                                              |                                              |                                              |  |  |                                                  |                                                  |                                                  |                                                  |                                                  |                                                  |  |  |                                                    |                                                    |                                                    |                                                    |                                                    |                                                    |  |  |                                              |                                              |                                              |                                              |                                              |                                              |  |  |                                              |                                              |                                              |                                              |                                              |                                              |  |  |                                           |                                           |                                           |                                           |                                           |                                           |  |  |                                                |                                                |                                                |                                                |                                                |                                                |  |  |                                               |                                               |                                               |                                               |                                               |                                               |  |  |                                            |                                            |                                            |                                            |                                            |                                            |  |  |                                 |                                 |                                 |                                 |                                 |                                 |  |  |  |  |  |  |  |  |  |  |  |  |  |  |  |  |  |  |  |  |  |  |  |  |  |  |  |  |  |  |  |  |  |  |  |  |  |  |  |  |  |  |
|                                              |                                              |                                              |                                              |                                              |                                              |  |  |                                                  |                                                  |                                                  |                                                  |                                                  |                                                  |  |  | Shō Kei 尚敬 n.1700–m.1752; r.1713–175113          | Shō Kei 尚敬 n.1700–m.1752; r.1713–175113          | Shō Kei 尚敬 n.1700–m.1752; r.1713–175113          | Shō Kei 尚敬 n.1700–m.1752; r.1713–175113          | Shō Kei 尚敬 n.1700–m.1752; r.1713–175113          | Shō Kei 尚敬 n.1700–m.1752; r.1713–175113          |  |  | Shō Tetsu n.1703–1739 Chatan Wōji Chōki      | Shō Tetsu n.1703–1739 Chatan Wōji Chōki      | Shō Tetsu n.1703–1739 Chatan Wōji Chōki      | Shō Tetsu n.1703–1739 Chatan Wōji Chōki      | Shō Tetsu n.1703–1739 Chatan Wōji Chōki      | Shō Tetsu n.1703–1739 Chatan Wōji Chōki      |  |  |                                              |                                              |                                              |                                              |                                              |                                              |  |  |                                           |                                           |                                           |                                           |                                           |                                           |  |  |                                                |                                                |                                                |                                                |                                                |                                                |  |  |                                               |                                               |                                               |                                               |                                               |                                               |  |  |                                            |                                            |                                            |                                            |                                            |                                            |  |  |                                 |                                 |                                 |                                 |                                 |                                 |  |  |  |  |  |  |  |  |  |  |  |  |  |  |  |  |  |  |  |  |  |  |  |  |  |  |  |  |  |  |  |  |  |  |  |  |  |  |  |  |  |  |
|                                              |                                              |                                              |                                              |                                              |                                              |  |  |                                                  |                                                  |                                                  |                                                  |                                                  |                                                  |  |  | Shō Kei 尚敬 n.1700–m.1752; r.1713–175113          | Shō Kei 尚敬 n.1700–m.1752; r.1713–175113          | Shō Kei 尚敬 n.1700–m.1752; r.1713–175113          | Shō Kei 尚敬 n.1700–m.1752; r.1713–175113          | Shō Kei 尚敬 n.1700–m.1752; r.1713–175113          | Shō Kei 尚敬 n.1700–m.1752; r.1713–175113          |  |  | Shō Tetsu n.1703–1739 Chatan Wōji Chōki      | Shō Tetsu n.1703–1739 Chatan Wōji Chōki      | Shō Tetsu n.1703–1739 Chatan Wōji Chōki      | Shō Tetsu n.1703–1739 Chatan Wōji Chōki      | Shō Tetsu n.1703–1739 Chatan Wōji Chōki      | Shō Tetsu n.1703–1739 Chatan Wōji Chōki      |  |  |                                              |                                              |                                              |                                              |                                              |                                              |  |  |                                           |                                           |                                           |                                           |                                           |                                           |  |  |                                                |                                                |                                                |                                                |                                                |                                                |  |  |                                               |                                               |                                               |                                               |                                               |                                               |  |  |                                            |                                            |                                            |                                            |                                            |                                            |  |  |                                 |                                 |                                 |                                 |                                 |                                 |  |  |  |  |  |  |  |  |  |  |  |  |  |  |  |  |  |  |  |  |  |  |  |  |  |  |  |  |  |  |  |  |  |  |  |  |  |  |  |  |  |  |
|                                              |                                              |                                              |                                              |                                              |                                              |  |  |                                                  |                                                  |                                                  |                                                  |                                                  |                                                  |  |  |                                                    |                                                    |                                                    |                                                    |                                                    |                                                    |  |  |                                              |                                              |                                              |                                              |                                              |                                              |  |  |                                              |                                              |                                              |                                              |                                              |                                              |  |  |                                           |                                           |                                           |                                           |                                           |                                           |  |  |                                                |                                                |                                                |                                                |                                                |                                                |  |  |                                               |                                               |                                               |                                               |                                               |                                               |  |  |                                            |                                            |                                            |                                            |                                            |                                            |  |  |                                 |                                 |                                 |                                 |                                 |                                 |  |  |  |  |  |  |  |  |  |  |  |  |  |  |  |  |  |  |  |  |  |  |  |  |  |  |  |  |  |  |  |  |  |  |  |  |  |  |  |  |  |  |
|                                              |                                              |                                              |                                              |                                              |                                              |  |  |                                                  |                                                  |                                                  |                                                  |                                                  |                                                  |  |  | Shō Boku 尚穆 n.1739–m.1794; r.1752–179414         | Shō Boku 尚穆 n.1739–m.1794; r.1752–179414         | Shō Boku 尚穆 n.1739–m.1794; r.1752–179414         | Shō Boku 尚穆 n.1739–m.1794; r.1752–179414         | Shō Boku 尚穆 n.1739–m.1794; r.1752–179414         | Shō Boku 尚穆 n.1739–m.1794; r.1752–179414         |  |  | Shō Wa n.1745–1811 Yomitan Wōji Chōken       | Shō Wa n.1745–1811 Yomitan Wōji Chōken       | Shō Wa n.1745–1811 Yomitan Wōji Chōken       | Shō Wa n.1745–1811 Yomitan Wōji Chōken       | Shō Wa n.1745–1811 Yomitan Wōji Chōken       | Shō Wa n.1745–1811 Yomitan Wōji Chōken       |  |  |                                              |                                              |                                              |                                              |                                              |                                              |  |  |                                           |                                           |                                           |                                           |                                           |                                           |  |  |                                                |                                                |                                                |                                                |                                                |                                                |  |  |                                               |                                               |                                               |                                               |                                               |                                               |  |  |                                            |                                            |                                            |                                            |                                            |                                            |  |  |                                 |                                 |                                 |                                 |                                 |                                 |  |  |  |  |  |  |  |  |  |  |  |  |  |  |  |  |  |  |  |  |  |  |  |  |  |  |  |  |  |  |  |  |  |  |  |  |  |  |  |  |  |  |
|                                              |                                              |                                              |                                              |                                              |                                              |  |  |                                                  |                                                  |                                                  |                                                  |                                                  |                                                  |  |  | Shō Boku 尚穆 n.1739–m.1794; r.1752–179414         | Shō Boku 尚穆 n.1739–m.1794; r.1752–179414         | Shō Boku 尚穆 n.1739–m.1794; r.1752–179414         | Shō Boku 尚穆 n.1739–m.1794; r.1752–179414         | Shō Boku 尚穆 n.1739–m.1794; r.1752–179414         | Shō Boku 尚穆 n.1739–m.1794; r.1752–179414         |  |  | Shō Wa n.1745–1811 Yomitan Wōji Chōken       | Shō Wa n.1745–1811 Yomitan Wōji Chōken       | Shō Wa n.1745–1811 Yomitan Wōji Chōken       | Shō Wa n.1745–1811 Yomitan Wōji Chōken       | Shō Wa n.1745–1811 Yomitan Wōji Chōken       | Shō Wa n.1745–1811 Yomitan Wōji Chōken       |  |  |                                              |                                              |                                              |                                              |                                              |                                              |  |  |                                           |                                           |                                           |                                           |                                           |                                           |  |  |                                                |                                                |                                                |                                                |                                                |                                                |  |  |                                               |                                               |                                               |                                               |                                               |                                               |  |  |                                            |                                            |                                            |                                            |                                            |                                            |  |  |                                 |                                 |                                 |                                 |                                 |                                 |  |  |  |  |  |  |  |  |  |  |  |  |  |  |  |  |  |  |  |  |  |  |  |  |  |  |  |  |  |  |  |  |  |  |  |  |  |  |  |  |  |  |
|                                              |                                              |                                              |                                              |                                              |                                              |  |  |                                                  |                                                  |                                                  |                                                  |                                                  |                                                  |  |  |                                                    |                                                    |                                                    |                                                    |                                                    |                                                    |  |  |                                              |                                              |                                              |                                              |                                              |                                              |  |  |                                              |                                              |                                              |                                              |                                              |                                              |  |  |                                           |                                           |                                           |                                           |                                           |                                           |  |  |                                                |                                                |                                                |                                                |                                                |                                                |  |  |                                               |                                               |                                               |                                               |                                               |                                               |  |  |                                            |                                            |                                            |                                            |                                            |                                            |  |  |                                 |                                 |                                 |                                 |                                 |                                 |  |  |  |  |  |  |  |  |  |  |  |  |  |  |  |  |  |  |  |  |  |  |  |  |  |  |  |  |  |  |  |  |  |  |  |  |  |  |  |  |  |  |
| Shō Tetsu 尚哲 n.1759–m.1788 Nakagusuku Wōji | Shō Tetsu 尚哲 n.1759–m.1788 Nakagusuku Wōji | Shō Tetsu 尚哲 n.1759–m.1788 Nakagusuku Wōji | Shō Tetsu 尚哲 n.1759–m.1788 Nakagusuku Wōji | Shō Tetsu 尚哲 n.1759–m.1788 Nakagusuku Wōji | Shō Tetsu 尚哲 n.1759–m.1788 Nakagusuku Wōji |  |  | Shō To n.1762–m.1797 Urasoe Wōji Chōō            | Shō To n.1762–m.1797 Urasoe Wōji Chōō            | Shō To n.1762–m.1797 Urasoe Wōji Chōō            | Shō To n.1762–m.1797 Urasoe Wōji Chōō            | Shō To n.1762–m.1797 Urasoe Wōji Chōō            | Shō To n.1762–m.1797 Urasoe Wōji Chōō            |  |  | Shō Shū n.1763–m.1821 Yoshimura Wōji Chōgi         | Shō Shū n.1763–m.1821 Yoshimura Wōji Chōgi         | Shō Shū n.1763–m.1821 Yoshimura Wōji Chōgi         | Shō Shū n.1763–m.1821 Yoshimura Wōji Chōgi         | Shō Shū n.1763–m.1821 Yoshimura Wōji Chōgi         | Shō Shū n.1763–m.1821 Yoshimura Wōji Chōgi         |  |  | Shō Yō n.1765–m.1827 Ginowan Wōji Chōshō     | Shō Yō n.1765–m.1827 Ginowan Wōji Chōshō     | Shō Yō n.1765–m.1827 Ginowan Wōji Chōshō     | Shō Yō n.1765–m.1827 Ginowan Wōji Chōshō     | Shō Yō n.1765–m.1827 Ginowan Wōji Chōshō     | Shō Yō n.1765–m.1827 Ginowan Wōji Chōshō     |  |  | Shō Kaku n.1770–m.1846 Misato Wōji Chōki     | Shō Kaku n.1770–m.1846 Misato Wōji Chōki     | Shō Kaku n.1770–m.1846 Misato Wōji Chōki     | Shō Kaku n.1770–m.1846 Misato Wōji Chōki     | Shō Kaku n.1770–m.1846 Misato Wōji Chōki     | Shō Kaku n.1770–m.1846 Misato Wōji Chōki     |  |  |                                           |                                           |                                           |                                           |                                           |                                           |  |  |                                                |                                                |                                                |                                                |                                                |                                                |  |  |                                               |                                               |                                               |                                               |                                               |                                               |  |  |                                            |                                            |                                            |                                            |                                            |                                            |  |  |                                 |                                 |                                 |                                 |                                 |                                 |  |  |  |  |  |  |  |  |  |  |  |  |  |  |  |  |  |  |  |  |  |  |  |  |  |  |  |  |  |  |  |  |  |  |  |  |  |  |  |  |  |  |
| Shō Tetsu 尚哲 n.1759–m.1788 Nakagusuku Wōji | Shō Tetsu 尚哲 n.1759–m.1788 Nakagusuku Wōji | Shō Tetsu 尚哲 n.1759–m.1788 Nakagusuku Wōji | Shō Tetsu 尚哲 n.1759–m.1788 Nakagusuku Wōji | Shō Tetsu 尚哲 n.1759–m.1788 Nakagusuku Wōji | Shō Tetsu 尚哲 n.1759–m.1788 Nakagusuku Wōji |  |  | Shō To n.1762–m.1797 Urasoe Wōji Chōō            | Shō To n.1762–m.1797 Urasoe Wōji Chōō            | Shō To n.1762–m.1797 Urasoe Wōji Chōō            | Shō To n.1762–m.1797 Urasoe Wōji Chōō            | Shō To n.1762–m.1797 Urasoe Wōji Chōō            | Shō To n.1762–m.1797 Urasoe Wōji Chōō            |  |  | Shō Shū n.1763–m.1821 Yoshimura Wōji Chōgi         | Shō Shū n.1763–m.1821 Yoshimura Wōji Chōgi         | Shō Shū n.1763–m.1821 Yoshimura Wōji Chōgi         | Shō Shū n.1763–m.1821 Yoshimura Wōji Chōgi         | Shō Shū n.1763–m.1821 Yoshimura Wōji Chōgi         | Shō Shū n.1763–m.1821 Yoshimura Wōji Chōgi         |  |  | Shō Yō n.1765–m.1827 Ginowan Wōji Chōshō     | Shō Yō n.1765–m.1827 Ginowan Wōji Chōshō     | Shō Yō n.1765–m.1827 Ginowan Wōji Chōshō     | Shō Yō n.1765–m.1827 Ginowan Wōji Chōshō     | Shō Yō n.1765–m.1827 Ginowan Wōji Chōshō     | Shō Yō n.1765–m.1827 Ginowan Wōji Chōshō     |  |  | Shō Kaku n.1770–m.1846 Misato Wōji Chōki     | Shō Kaku n.1770–m.1846 Misato Wōji Chōki     | Shō Kaku n.1770–m.1846 Misato Wōji Chōki     | Shō Kaku n.1770–m.1846 Misato Wōji Chōki     | Shō Kaku n.1770–m.1846 Misato Wōji Chōki     | Shō Kaku n.1770–m.1846 Misato Wōji Chōki     |  |  |                                           |                                           |                                           |                                           |                                           |                                           |  |  |                                                |                                                |                                                |                                                |                                                |                                                |  |  |                                               |                                               |                                               |                                               |                                               |                                               |  |  |                                            |                                            |                                            |                                            |                                            |                                            |  |  |                                 |                                 |                                 |                                 |                                 |                                 |  |  |  |  |  |  |  |  |  |  |  |  |  |  |  |  |  |  |  |  |  |  |  |  |  |  |  |  |  |  |  |  |  |  |  |  |  |  |  |  |  |  |
|                                              |                                              |                                              |                                              |                                              |                                              |  |  |                                                  |                                                  |                                                  |                                                  |                                                  |                                                  |  |  |                                                    |                                                    |                                                    |                                                    |                                                    |                                                    |  |  |                                              |                                              |                                              |                                              |                                              |                                              |  |  |                                              |                                              |                                              |                                              |                                              |                                              |  |  |                                           |                                           |                                           |                                           |                                           |                                           |  |  |                                                |                                                |                                                |                                                |                                                |                                                |  |  |                                               |                                               |                                               |                                               |                                               |                                               |  |  |                                            |                                            |                                            |                                            |                                            |                                            |  |  |                                 |                                 |                                 |                                 |                                 |                                 |  |  |  |  |  |  |  |  |  |  |  |  |  |  |  |  |  |  |  |  |  |  |  |  |  |  |  |  |  |  |  |  |  |  |  |  |  |  |  |  |  |  |
| Shō Hō n.1781–m.1781                         | Shō Hō n.1781–m.1781                         | Shō Hō n.1781–m.1781                         | Shō Hō n.1781–m.1781                         | Shō Hō n.1781–m.1781                         | Shō Hō n.1781–m.1781                         |  |  | Shō On 尚温 n.1784–m.1802; r.1795–180215         | Shō On 尚温 n.1784–m.1802; r.1795–180215         | Shō On 尚温 n.1784–m.1802; r.1795–180215         | Shō On 尚温 n.1784–m.1802; r.1795–180215         | Shō On 尚温 n.1784–m.1802; r.1795–180215         | Shō On 尚温 n.1784–m.1802; r.1795–180215         |  |  | Shō Kō n.1785                                      | Shō Kō n.1785                                      | Shō Kō n.1785                                      | Shō Kō n.1785                                      | Shō Kō n.1785                                      | Shō Kō n.1785                                      |  |  | Shō Kō 尚灝 n.1787–m.1839; r.1804–183417     | Shō Kō 尚灝 n.1787–m.1839; r.1804–183417     | Shō Kō 尚灝 n.1787–m.1839; r.1804–183417     | Shō Kō 尚灝 n.1787–m.1839; r.1804–183417     | Shō Kō 尚灝 n.1787–m.1839; r.1804–183417     | Shō Kō 尚灝 n.1787–m.1839; r.1804–183417     |  |  |                                              |                                              |                                              |                                              |                                              |                                              |  |  |                                           |                                           |                                           |                                           |                                           |                                           |  |  |                                                |                                                |                                                |                                                |                                                |                                                |  |  |                                               |                                               |                                               |                                               |                                               |                                               |  |  |                                            |                                            |                                            |                                            |                                            |                                            |  |  |                                 |                                 |                                 |                                 |                                 |                                 |  |  |  |  |  |  |  |  |  |  |  |  |  |  |  |  |  |  |  |  |  |  |  |  |  |  |  |  |  |  |  |  |  |  |  |  |  |  |  |  |  |  |
| Shō Hō n.1781–m.1781                         | Shō Hō n.1781–m.1781                         | Shō Hō n.1781–m.1781                         | Shō Hō n.1781–m.1781                         | Shō Hō n.1781–m.1781                         | Shō Hō n.1781–m.1781                         |  |  | Shō On 尚温 n.1784–m.1802; r.1795–180215         | Shō On 尚温 n.1784–m.1802; r.1795–180215         | Shō On 尚温 n.1784–m.1802; r.1795–180215         | Shō On 尚温 n.1784–m.1802; r.1795–180215         | Shō On 尚温 n.1784–m.1802; r.1795–180215         | Shō On 尚温 n.1784–m.1802; r.1795–180215         |  |  | Shō Kō n.1785                                      | Shō Kō n.1785                                      | Shō Kō n.1785                                      | Shō Kō n.1785                                      | Shō Kō n.1785                                      | Shō Kō n.1785                                      |  |  | Shō Kō 尚灝 n.1787–m.1839; r.1804–183417     | Shō Kō 尚灝 n.1787–m.1839; r.1804–183417     | Shō Kō 尚灝 n.1787–m.1839; r.1804–183417     | Shō Kō 尚灝 n.1787–m.1839; r.1804–183417     | Shō Kō 尚灝 n.1787–m.1839; r.1804–183417     | Shō Kō 尚灝 n.1787–m.1839; r.1804–183417     |  |  |                                              |                                              |                                              |                                              |                                              |                                              |  |  |                                           |                                           |                                           |                                           |                                           |                                           |  |  |                                                |                                                |                                                |                                                |                                                |                                                |  |  |                                               |                                               |                                               |                                               |                                               |                                               |  |  |                                            |                                            |                                            |                                            |                                            |                                            |  |  |                                 |                                 |                                 |                                 |                                 |                                 |  |  |  |  |  |  |  |  |  |  |  |  |  |  |  |  |  |  |  |  |  |  |  |  |  |  |  |  |  |  |  |  |  |  |  |  |  |  |  |  |  |  |
|                                              |                                              |                                              |                                              |                                              |                                              |  |  |                                                  |                                                  |                                                  |                                                  |                                                  |                                                  |  |  |                                                    |                                                    |                                                    |                                                    |                                                    |                                                    |  |  |                                              |                                              |                                              |                                              |                                              |                                              |  |  |                                              |                                              |                                              |                                              |                                              |                                              |  |  |                                           |                                           |                                           |                                           |                                           |                                           |  |  |                                                |                                                |                                                |                                                |                                                |                                                |  |  |                                               |                                               |                                               |                                               |                                               |                                               |  |  |                                            |                                            |                                            |                                            |                                            |                                            |  |  |                                 |                                 |                                 |                                 |                                 |                                 |  |  |  |  |  |  |  |  |  |  |  |  |  |  |  |  |  |  |  |  |  |  |  |  |  |  |  |  |  |  |  |  |  |  |  |  |  |  |  |  |  |  |
|                                              |                                              |                                              |                                              |                                              |                                              |  |  |                                                  |                                                  |                                                  |                                                  |                                                  |                                                  |  |  |                                                    |                                                    |                                                    |                                                    |                                                    |                                                    |  |  |                                              |                                              |                                              |                                              |                                              |                                              |  |  |                                              |                                              |                                              |                                              |                                              |                                              |  |  |                                           |                                           |                                           |                                           |                                           |                                           |  |  |                                                |                                                |                                                |                                                |                                                |                                                |  |  |                                               |                                               |                                               |                                               |                                               |                                               |  |  |                                            |                                            |                                            |                                            |                                            |                                            |  |  |                                 |                                 |                                 |                                 |                                 |                                 |  |  |  |  |  |  |  |  |  |  |  |  |  |  |  |  |  |  |  |  |  |  |  |  |  |  |  |  |  |  |  |  |  |  |  |  |  |  |  |  |  |  |
|                                              |                                              |                                              |                                              |                                              |                                              |  |  |                                                  |                                                  |                                                  |                                                  |                                                  |                                                  |  |  |                                                    |                                                    |                                                    |                                                    |                                                    |                                                    |  |  |                                              |                                              |                                              |                                              |                                              |                                              |  |  |                                              |                                              |                                              |                                              |                                              |                                              |  |  |                                           |                                           |                                           |                                           |                                           |                                           |  |  |                                                |                                                |                                                |                                                |                                                |                                                |  |  |                                               |                                               |                                               |                                               |                                               |                                               |  |  |                                            |                                            |                                            |                                            |                                            |                                            |  |  |                                 |                                 |                                 |                                 |                                 |                                 |  |  |  |  |  |  |  |  |  |  |  |  |  |  |  |  |  |  |  |  |  |  |  |  |  |  |  |  |  |  |  |  |  |  |  |  |  |  |  |  |  |  |
| Shō Sei 尚成 n.1800–m.1803; r.180316         | Shō Sei 尚成 n.1800–m.1803; r.180316         | Shō Sei 尚成 n.1800–m.1803; r.180316         | Shō Sei 尚成 n.1800–m.1803; r.180316         | Shō Sei 尚成 n.1800–m.1803; r.180316         | Shō Sei 尚成 n.1800–m.1803; r.180316         |  |  | Shō Iku 尚育 n.1813–m.1847; r.1835–184718        | Shō Iku 尚育 n.1813–m.1847; r.1835–184718        | Shō Iku 尚育 n.1813–m.1847; r.1835–184718        | Shō Iku 尚育 n.1813–m.1847; r.1835–184718        | Shō Iku 尚育 n.1813–m.1847; r.1835–184718        | Shō Iku 尚育 n.1813–m.1847; r.1835–184718        |  |  | Shō Yō                                             | Shō Yō                                             | Shō Yō                                             | Shō Yō                                             | Shō Yō                                             | Shō Yō                                             |  |  | Shō Jun n.1816– Ōzato Wōji Chōkyō            | Shō Jun n.1816– Ōzato Wōji Chōkyō            | Shō Jun n.1816– Ōzato Wōji Chōkyō            | Shō Jun n.1816– Ōzato Wōji Chōkyō            | Shō Jun n.1816– Ōzato Wōji Chōkyō            | Shō Jun n.1816– Ōzato Wōji Chōkyō            |  |  | Shō I Makamadugani Wōji                      | Shō I Makamadugani Wōji                      | Shō I Makamadugani Wōji                      | Shō I Makamadugani Wōji                      | Shō I Makamadugani Wōji                      | Shō I Makamadugani Wōji                      |  |  | Shō Ken n.1818–m.1896 Ie Wōji Chōchoku    | Shō Ken n.1818–m.1896 Ie Wōji Chōchoku    | Shō Ken n.1818–m.1896 Ie Wōji Chōchoku    | Shō Ken n.1818–m.1896 Ie Wōji Chōchoku    | Shō Ken n.1818–m.1896 Ie Wōji Chōchoku    | Shō Ken n.1818–m.1896 Ie Wōji Chōchoku    |  |  | Shō Ken n.1824–m.1846 Yoshimura Wōji Chōshō    | Shō Ken n.1824–m.1846 Yoshimura Wōji Chōshō    | Shō Ken n.1824–m.1846 Yoshimura Wōji Chōshō    | Shō Ken n.1824–m.1846 Yoshimura Wōji Chōshō    | Shō Ken n.1824–m.1846 Yoshimura Wōji Chōshō    | Shō Ken n.1824–m.1846 Yoshimura Wōji Chōshō    |  |  | Shō Shin n.1826–m.1862 Tamagawa Wōji Chōtatsu | Shō Shin n.1826–m.1862 Tamagawa Wōji Chōtatsu | Shō Shin n.1826–m.1862 Tamagawa Wōji Chōtatsu | Shō Shin n.1826–m.1862 Tamagawa Wōji Chōtatsu | Shō Shin n.1826–m.1862 Tamagawa Wōji Chōtatsu | Shō Shin n.1826–m.1862 Tamagawa Wōji Chōtatsu |  |  | Shō Ten Makamadugani Wōji                  | Shō Ten Makamadugani Wōji                  | Shō Ten Makamadugani Wōji                  | Shō Ten Makamadugani Wōji                  | Shō Ten Makamadugani Wōji                  | Shō Ten Makamadugani Wōji                  |  |  | Shō Shū Nago Wōji Chōboku       | Shō Shū Nago Wōji Chōboku       | Shō Shū Nago Wōji Chōboku       | Shō Shū Nago Wōji Chōboku       | Shō Shū Nago Wōji Chōboku       | Shō Shū Nago Wōji Chōboku       |  |  |  |  |  |  |  |  |  |  |  |  |  |  |  |  |  |  |  |  |  |  |  |  |  |  |  |  |  |  |  |  |  |  |  |  |  |  |  |  |  |  |
| Shō Sei 尚成 n.1800–m.1803; r.180316         | Shō Sei 尚成 n.1800–m.1803; r.180316         | Shō Sei 尚成 n.1800–m.1803; r.180316         | Shō Sei 尚成 n.1800–m.1803; r.180316         | Shō Sei 尚成 n.1800–m.1803; r.180316         | Shō Sei 尚成 n.1800–m.1803; r.180316         |  |  | Shō Iku 尚育 n.1813–m.1847; r.1835–184718        | Shō Iku 尚育 n.1813–m.1847; r.1835–184718        | Shō Iku 尚育 n.1813–m.1847; r.1835–184718        | Shō Iku 尚育 n.1813–m.1847; r.1835–184718        | Shō Iku 尚育 n.1813–m.1847; r.1835–184718        | Shō Iku 尚育 n.1813–m.1847; r.1835–184718        |  |  | Shō Yō                                             | Shō Yō                                             | Shō Yō                                             | Shō Yō                                             | Shō Yō                                             | Shō Yō                                             |  |  | Shō Jun n.1816– Ōzato Wōji Chōkyō            | Shō Jun n.1816– Ōzato Wōji Chōkyō            | Shō Jun n.1816– Ōzato Wōji Chōkyō            | Shō Jun n.1816– Ōzato Wōji Chōkyō            | Shō Jun n.1816– Ōzato Wōji Chōkyō            | Shō Jun n.1816– Ōzato Wōji Chōkyō            |  |  | Shō I Makamadugani Wōji                      | Shō I Makamadugani Wōji                      | Shō I Makamadugani Wōji                      | Shō I Makamadugani Wōji                      | Shō I Makamadugani Wōji                      | Shō I Makamadugani Wōji                      |  |  | Shō Ken n.1818–m.1896 Ie Wōji Chōchoku    | Shō Ken n.1818–m.1896 Ie Wōji Chōchoku    | Shō Ken n.1818–m.1896 Ie Wōji Chōchoku    | Shō Ken n.1818–m.1896 Ie Wōji Chōchoku    | Shō Ken n.1818–m.1896 Ie Wōji Chōchoku    | Shō Ken n.1818–m.1896 Ie Wōji Chōchoku    |  |  | Shō Ken n.1824–m.1846 Yoshimura Wōji Chōshō    | Shō Ken n.1824–m.1846 Yoshimura Wōji Chōshō    | Shō Ken n.1824–m.1846 Yoshimura Wōji Chōshō    | Shō Ken n.1824–m.1846 Yoshimura Wōji Chōshō    | Shō Ken n.1824–m.1846 Yoshimura Wōji Chōshō    | Shō Ken n.1824–m.1846 Yoshimura Wōji Chōshō    |  |  | Shō Shin n.1826–m.1862 Tamagawa Wōji Chōtatsu | Shō Shin n.1826–m.1862 Tamagawa Wōji Chōtatsu | Shō Shin n.1826–m.1862 Tamagawa Wōji Chōtatsu | Shō Shin n.1826–m.1862 Tamagawa Wōji Chōtatsu | Shō Shin n.1826–m.1862 Tamagawa Wōji Chōtatsu | Shō Shin n.1826–m.1862 Tamagawa Wōji Chōtatsu |  |  | Shō Ten Makamadugani Wōji                  | Shō Ten Makamadugani Wōji                  | Shō Ten Makamadugani Wōji                  | Shō Ten Makamadugani Wōji                  | Shō Ten Makamadugani Wōji                  | Shō Ten Makamadugani Wōji                  |  |  | Shō Shū Nago Wōji Chōboku       | Shō Shū Nago Wōji Chōboku       | Shō Shū Nago Wōji Chōboku       | Shō Shū Nago Wōji Chōboku       | Shō Shū Nago Wōji Chōboku       | Shō Shū Nago Wōji Chōboku       |  |  |  |  |  |  |  |  |  |  |  |  |  |  |  |  |  |  |  |  |  |  |  |  |  |  |  |  |  |  |  |  |  |  |  |  |  |  |  |  |  |  |
|                                              |                                              |                                              |                                              |                                              |                                              |  |  |                                                  |                                                  |                                                  |                                                  |                                                  |                                                  |  |  |                                                    |                                                    |                                                    |                                                    |                                                    |                                                    |  |  |                                              |                                              |                                              |                                              |                                              |                                              |  |  |                                              |                                              |                                              |                                              |                                              |                                              |  |  |                                           |                                           |                                           |                                           |                                           |                                           |  |  |                                                |                                                |                                                |                                                |                                                |                                                |  |  |                                               |                                               |                                               |                                               |                                               |                                               |  |  |                                            |                                            |                                            |                                            |                                            |                                            |  |  |                                 |                                 |                                 |                                 |                                 |                                 |  |  |  |  |  |  |  |  |  |  |  |  |  |  |  |  |  |  |  |  |  |  |  |  |  |  |  |  |  |  |  |  |  |  |  |  |  |  |  |  |  |  |
| Shō Shun n.1832–m.1844 Nakagusuku Wōji       | Shō Shun n.1832–m.1844 Nakagusuku Wōji       | Shō Shun n.1832–m.1844 Nakagusuku Wōji       | Shō Shun n.1832–m.1844 Nakagusuku Wōji       | Shō Shun n.1832–m.1844 Nakagusuku Wōji       | Shō Shun n.1832–m.1844 Nakagusuku Wōji       |  |  | Shō Tai 尚泰 n.1843–m.1901; r.1848-187919        | Shō Tai 尚泰 n.1843–m.1901; r.1848-187919        | Shō Tai 尚泰 n.1843–m.1901; r.1848-187919        | Shō Tai 尚泰 n.1843–m.1901; r.1848-187919        | Shō Tai 尚泰 n.1843–m.1901; r.1848-187919        | Shō Tai 尚泰 n.1843–m.1901; r.1848-187919        |  |  | Shō Hitsu n.1847–m.1915 Nakijin Wōji Chōfu         | Shō Hitsu n.1847–m.1915 Nakijin Wōji Chōfu         | Shō Hitsu n.1847–m.1915 Nakijin Wōji Chōfu         | Shō Hitsu n.1847–m.1915 Nakijin Wōji Chōfu         | Shō Hitsu n.1847–m.1915 Nakijin Wōji Chōfu         | Shō Hitsu n.1847–m.1915 Nakijin Wōji Chōfu         |  |  |                                              |                                              |                                              |                                              |                                              |                                              |  |  |                                              |                                              |                                              |                                              |                                              |                                              |  |  |                                           |                                           |                                           |                                           |                                           |                                           |  |  |                                                |                                                |                                                |                                                |                                                |                                                |  |  |                                               |                                               |                                               |                                               |                                               |                                               |  |  |                                            |                                            |                                            |                                            |                                            |                                            |  |  |                                 |                                 |                                 |                                 |                                 |                                 |  |  |  |  |  |  |  |  |  |  |  |  |  |  |  |  |  |  |  |  |  |  |  |  |  |  |  |  |  |  |  |  |  |  |  |  |  |  |  |  |  |  |
| Shō Shun n.1832–m.1844 Nakagusuku Wōji       | Shō Shun n.1832–m.1844 Nakagusuku Wōji       | Shō Shun n.1832–m.1844 Nakagusuku Wōji       | Shō Shun n.1832–m.1844 Nakagusuku Wōji       | Shō Shun n.1832–m.1844 Nakagusuku Wōji       | Shō Shun n.1832–m.1844 Nakagusuku Wōji       |  |  | Shō Tai 尚泰 n.1843–m.1901; r.1848-187919        | Shō Tai 尚泰 n.1843–m.1901; r.1848-187919        | Shō Tai 尚泰 n.1843–m.1901; r.1848-187919        | Shō Tai 尚泰 n.1843–m.1901; r.1848-187919        | Shō Tai 尚泰 n.1843–m.1901; r.1848-187919        | Shō Tai 尚泰 n.1843–m.1901; r.1848-187919        |  |  | Shō Hitsu n.1847–m.1915 Nakijin Wōji Chōfu         | Shō Hitsu n.1847–m.1915 Nakijin Wōji Chōfu         | Shō Hitsu n.1847–m.1915 Nakijin Wōji Chōfu         | Shō Hitsu n.1847–m.1915 Nakijin Wōji Chōfu         | Shō Hitsu n.1847–m.1915 Nakijin Wōji Chōfu         | Shō Hitsu n.1847–m.1915 Nakijin Wōji Chōfu         |  |  |                                              |                                              |                                              |                                              |                                              |                                              |  |  |                                              |                                              |                                              |                                              |                                              |                                              |  |  |                                           |                                           |                                           |                                           |                                           |                                           |  |  |                                                |                                                |                                                |                                                |                                                |                                                |  |  |                                               |                                               |                                               |                                               |                                               |                                               |  |  |                                            |                                            |                                            |                                            |                                            |                                            |  |  |                                 |                                 |                                 |                                 |                                 |                                 |  |  |  |  |  |  |  |  |  |  |  |  |  |  |  |  |  |  |  |  |  |  |  |  |  |  |  |  |  |  |  |  |  |  |  |  |  |  |  |  |  |  |
|                                              |                                              |                                              |                                              |                                              |                                              |  |  |                                                  |                                                  |                                                  |                                                  |                                                  |                                                  |  |  |                                                    |                                                    |                                                    |                                                    |                                                    |                                                    |  |  |                                              |                                              |                                              |                                              |                                              |                                              |  |  |                                              |                                              |                                              |                                              |                                              |                                              |  |  |                                           |                                           |                                           |                                           |                                           |                                           |  |  |                                                |                                                |                                                |                                                |                                                |                                                |  |  |                                               |                                               |                                               |                                               |                                               |                                               |  |  |                                            |                                            |                                            |                                            |                                            |                                            |  |  |                                 |                                 |                                 |                                 |                                 |                                 |  |  |  |  |  |  |  |  |  |  |  |  |  |  |  |  |  |  |  |  |  |  |  |  |  |  |  |  |  |  |  |  |  |  |  |  |  |  |  |  |  |  |
|                                              |                                              |                                              |                                              |                                              |                                              |  |  | Shō Ten 尚典 n.1864–m.1920 Nakagusuku Wōji Chōkō | Shō Ten 尚典 n.1864–m.1920 Nakagusuku Wōji Chōkō | Shō Ten 尚典 n.1864–m.1920 Nakagusuku Wōji Chōkō | Shō Ten 尚典 n.1864–m.1920 Nakagusuku Wōji Chōkō | Shō Ten 尚典 n.1864–m.1920 Nakagusuku Wōji Chōkō | Shō Ten 尚典 n.1864–m.1920 Nakagusuku Wōji Chōkō |  |  | Shō In n.1866–m.1905 Ginowan Wōji Chōkō            | Shō In n.1866–m.1905 Ginowan Wōji Chōkō            | Shō In n.1866–m.1905 Ginowan Wōji Chōkō            | Shō In n.1866–m.1905 Ginowan Wōji Chōkō            | Shō In n.1866–m.1905 Ginowan Wōji Chōkō            | Shō In n.1866–m.1905 Ginowan Wōji Chōkō            |  |  | Shō Kyō                                      | Shō Kyō                                      | Shō Kyō                                      | Shō Kyō                                      | Shō Kyō                                      | Shō Kyō                                      |  |  | Shō Jun 尚順 n.1873–m.1945 Matsuyama Wōji    | Shō Jun 尚順 n.1873–m.1945 Matsuyama Wōji    | Shō Jun 尚順 n.1873–m.1945 Matsuyama Wōji    | Shō Jun 尚順 n.1873–m.1945 Matsuyama Wōji    | Shō Jun 尚順 n.1873–m.1945 Matsuyama Wōji    | Shō Jun 尚順 n.1873–m.1945 Matsuyama Wōji    |  |  | Shō Shū n.1889– Tamagusuku Shōshū         | Shō Shū n.1889– Tamagusuku Shōshū         | Shō Shū n.1889– Tamagusuku Shōshū         | Shō Shū n.1889– Tamagusuku Shōshū         | Shō Shū n.1889– Tamagusuku Shōshū         | Shō Shū n.1889– Tamagusuku Shōshū         |  |  | Shō Kō                                         | Shō Kō                                         | Shō Kō                                         | Shō Kō                                         | Shō Kō                                         | Shō Kō                                         |  |  | Shō Ji                                        | Shō Ji                                        | Shō Ji                                        | Shō Ji                                        | Shō Ji                                        | Shō Ji                                        |  |  |                                            |                                            |                                            |                                            |                                            |                                            |  |  |                                 |                                 |                                 |                                 |                                 |                                 |  |  |  |  |  |  |  |  |  |  |  |  |  |  |  |  |  |  |  |  |  |  |  |  |  |  |  |  |  |  |  |  |  |  |  |  |  |  |  |  |  |  |
|                                              |                                              |                                              |                                              |                                              |                                              |  |  | Shō Ten 尚典 n.1864–m.1920 Nakagusuku Wōji Chōkō | Shō Ten 尚典 n.1864–m.1920 Nakagusuku Wōji Chōkō | Shō Ten 尚典 n.1864–m.1920 Nakagusuku Wōji Chōkō | Shō Ten 尚典 n.1864–m.1920 Nakagusuku Wōji Chōkō | Shō Ten 尚典 n.1864–m.1920 Nakagusuku Wōji Chōkō | Shō Ten 尚典 n.1864–m.1920 Nakagusuku Wōji Chōkō |  |  | Shō In n.1866–m.1905 Ginowan Wōji Chōkō            | Shō In n.1866–m.1905 Ginowan Wōji Chōkō            | Shō In n.1866–m.1905 Ginowan Wōji Chōkō            | Shō In n.1866–m.1905 Ginowan Wōji Chōkō            | Shō In n.1866–m.1905 Ginowan Wōji Chōkō            | Shō In n.1866–m.1905 Ginowan Wōji Chōkō            |  |  | Shō Kyō                                      | Shō Kyō                                      | Shō Kyō                                      | Shō Kyō                                      | Shō Kyō                                      | Shō Kyō                                      |  |  | Shō Jun 尚順 n.1873–m.1945 Matsuyama Wōji    | Shō Jun 尚順 n.1873–m.1945 Matsuyama Wōji    | Shō Jun 尚順 n.1873–m.1945 Matsuyama Wōji    | Shō Jun 尚順 n.1873–m.1945 Matsuyama Wōji    | Shō Jun 尚順 n.1873–m.1945 Matsuyama Wōji    | Shō Jun 尚順 n.1873–m.1945 Matsuyama Wōji    |  |  | Shō Shū n.1889– Tamagusuku Shōshū         | Shō Shū n.1889– Tamagusuku Shōshū         | Shō Shū n.1889– Tamagusuku Shōshū         | Shō Shū n.1889– Tamagusuku Shōshū         | Shō Shū n.1889– Tamagusuku Shōshū         | Shō Shū n.1889– Tamagusuku Shōshū         |  |  | Shō Kō                                         | Shō Kō                                         | Shō Kō                                         | Shō Kō                                         | Shō Kō                                         | Shō Kō                                         |  |  | Shō Ji                                        | Shō Ji                                        | Shō Ji                                        | Shō Ji                                        | Shō Ji                                        | Shō Ji                                        |  |  |                                            |                                            |                                            |                                            |                                            |                                            |  |  |                                 |                                 |                                 |                                 |                                 |                                 |  |  |  |  |  |  |  |  |  |  |  |  |  |  |  |  |  |  |  |  |  |  |  |  |  |  |  |  |  |  |  |  |  |  |  |  |  |  |  |  |  |  |
|                                              |                                              |                                              |                                              |                                              |                                              |  |  | Shō Shō 尚昌 n.1888–m.1923                       |                                                  |                                                  |                                                  |                                                  |                                                  |  |  |                                                    |                                                    |                                                    |                                                    |                                                    |                                                    |  |  |                                              |                                              |                                              |                                              |                                              |                                              |  |  |                                              |                                              |                                              |                                              |                                              |                                              |  |  |                                           |                                           |                                           |                                           |                                           |                                           |  |  |                                                |                                                |                                                |                                                |                                                |                                                |  |  |                                               |                                               |                                               |                                               |                                               |                                               |  |  |                                            |                                            |                                            |                                            |                                            |                                            |  |  |                                 |                                 |                                 |                                 |                                 |                                 |  |  |  |  |  |  |  |  |  |  |  |  |  |  |  |  |  |  |  |  |  |  |  |  |  |  |  |  |  |  |  |  |  |  |  |  |  |  |  |  |  |  |
|                                              |                                              |                                              |                                              |                                              |                                              |  |  |                                                  |                                                  |                                                  |                                                  |                                                  |                                                  |  |  |                                                    |                                                    |                                                    |                                                    |                                                    |                                                    |  |  |                                              |                                              |                                              |                                              |                                              |                                              |  |  |                                              |                                              |                                              |                                              |                                              |                                              |  |  |                                           |                                           |                                           |                                           |                                           |                                           |  |  |                                                |                                                |                                                |                                                |                                                |                                                |  |  |                                               |                                               |                                               |                                               |                                               |                                               |  |  |                                            |                                            |                                            |                                            |                                            |                                            |  |  |                                 |                                 |                                 |                                 |                                 |                                 |  |  |  |  |  |  |  |  |  |  |  |  |  |  |  |  |  |  |  |  |  |  |  |  |  |  |  |  |  |  |  |  |  |  |  |  |  |  |  |  |  |  |
|                                              |                                              |                                              |                                              |                                              |                                              |  |  | Shō Hiroshi 尚裕 n.1918–m.1996                   |                                                  |                                                  |                                                  |                                                  |                                                  |  |  |                                                    |                                                    |                                                    |                                                    |                                                    |                                                    |  |  |                                              |                                              |                                              |                                              |                                              |                                              |  |  |                                              |                                              |                                              |                                              |                                              |                                              |  |  |                                           |                                           |                                           |                                           |                                           |                                           |  |  |                                                |                                                |                                                |                                                |                                                |                                                |  |  |                                               |                                               |                                               |                                               |                                               |                                               |  |  |                                            |                                            |                                            |                                            |                                            |                                            |  |  |                                 |                                 |                                 |                                 |                                 |                                 |  |  |  |  |  |  |  |  |  |  |  |  |  |  |  |  |  |  |  |  |  |  |  |  |  |  |  |  |  |  |  |  |  |  |  |  |  |  |  |  |  |  |
|                                              |                                              |                                              |                                              |                                              |                                              |  |  |                                                  |                                                  |                                                  |                                                  |                                                  |                                                  |  |  |                                                    |                                                    |                                                    |                                                    |                                                    |                                                    |  |  |                                              |                                              |                                              |                                              |                                              |                                              |  |  |                                              |                                              |                                              |                                              |                                              |                                              |  |  |                                           |                                           |                                           |                                           |                                           |                                           |  |  |                                                |                                                |                                                |                                                |                                                |                                                |  |  |                                               |                                               |                                               |                                               |                                               |                                               |  |  |                                            |                                            |                                            |                                            |                                            |                                            |  |  |                                 |                                 |                                 |                                 |                                 |                                 |  |  |  |  |  |  |  |  |  |  |  |  |  |  |  |  |  |  |  |  |  |  |  |  |  |  |  |  |  |  |  |  |  |  |  |  |  |  |  |  |  |  |
|                                              |                                              |                                              |                                              |                                              |                                              |  |  | Shō Mamoru 尚衞 n.1950                           |                                                  |                                                  |                                                  |                                                  |                                                  |  |  |                                                    |                                                    |                                                    |                                                    |                                                    |                                                    |  |  |                                              |                                              |                                              |                                              |                                              |                                              |  |  |                                              |                                              |                                              |                                              |                                              |                                              |  |  |                                           |                                           |                                           |                                           |                                           |                                           |  |  |                                                |                                                |                                                |                                                |                                                |                                                |  |  |                                               |                                               |                                               |                                               |                                               |                                               |  |  |                                            |                                            |                                            |                                            |                                            |                                            |  |  |                                 |                                 |                                 |                                 |                                 |                                 |  |  |  |  |  |  |  |  |  |  |  |  |  |  |  |  |  |  |  |  |  |  |  |  |  |  |  |  |  |  |  |  |  |  |  |  |  |  |  |  |  |  |

## Branches mineures
Généalogie détaillée des branches de la seconde dynastie Shō :
- Shō Shin
  - Première maison d'Oroku (d)
    - Maison de Haneji (d)

  - Maison de Gushikawa (d)
  - Shō Sei
    - Shō Gen
      - Première Maison de Goeku (d)
      - Maison de Kin (d)
        - Shō Hō
          - Shō Shitsu
            - Shō Tei
              - Shō Jun
                - Shō Eki
                  - Shō Kei
                    - Shō Boku
                      - Shō Tetsu
                        - Shō Kō
                          - Shō Iku
                            - Shō Tai
                              - Branche aînée
                              - Maison de Ginowan (d)
                              - Maison de Matsuyama
                              - Quatrième maison de Tamagusuku

                            - Maison de Nakijin (d)

                          - Maison d'Ōzato (d)
                          - Seconde maison d'Ie
                          - Maison de Tamagawa (d)

                      - Maison d'Urasoe (d)
                      - Maison de Yoshimura (d)
                      - Maison de Misato (d)
                      - Seconde maison d'Oroku

                    - Maison de Yuntanza (d)

                  - Seconde maison d'Ufumura

                - Maison de Nakazato (d)
                - Maison de Kushi (d)

              - Maison de Tomigusuku (d)
              - Maison de Gushichan (d)
                - Maison de Makabe (d)

              - Maison d'Ōgimi (d)

            - Maison de Mabuni (d)
            - Maison de Nago (d)
            - Première maison d'Ufumura (d)
            - Maison de Katsuren (d)
            - Maison de Motobu (d)
              - Maison de Takamine (d)

            - Maison de Yonashiro (d)

        - Seconde maison de Goeku
          - Deuxième maison de Tamagusuku
          - Troisième maison de Tamagusuku

    - Première maison de Tamagusuku (d)
    - Première maison d'Ie (d)

### Leclan Shō(向氏?)
Pendant la seconde dynastie Shō, le nom de Shō écrit avec l’idéogramme 尚 est réservé au roi et à ses enfants. Les membres des branches mineures de la famille (descendants des enfants du roi qui n’accèdent pas au trône) portent un nom de clan différent.
En 1691, Shō Tei crée le ministère des enregistrements généalogiques et décide que les  membres des branches mineures de la famille royale devront tous appartenir au clan Shō, écrit avec l’idéogramme 向, entraînant une correction des noms dans les généalogies. À partir de cette date également, tous les membres du clan Shō portent un nom dont le premier idéogramme est 朝 (Chō-).
Ainsi, le nom du troisième fils du roi Shō Boku, Shō Shū Yoshimura Wōji Chōgi (en), fondateur de la maison de Yoshimura (ja), s’écrit « 尚周 義村王子朝宜 » alors que le nom de son fils Shō Seiken Yoshimura Aji Chōboku s’écrit « 向成顕 義村按司朝睦 ».

### Maison du Baron Shō In
La maison du Baron Shō In ou maison de Ginowan est une branche mineure de la maison du Marquis Shō. Le titre a été accordé en 1896 seulement. Entre l’annexion du royaume par le Japon et 1896 le deuxième fils de Shō Tai était considéré comme un simple membre de la « petite noblesse de la préfecture d’Okinawa » (沖縄県士族, okinawa-ken shizoku):377,:759.

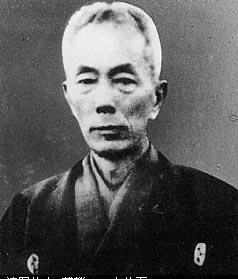
Portrait de Shō Jun

Comme les membres de la maison du marquis Shō, les membres de la maison du baron Shō In s’impliquent dans la vie politique. Contrairement aux membres de la branche majeure, ils sont autorisés à retourner à Okinawa dès la fin du XIXe siècle:759,:532.

### Maison du Baron Shō Jun
Comme Shō In, Shō Jun, le quatrième fils de Shō Tai, reçoit le titre de baron en 1896. Il s’implique d’abord en politique:760,:463 avant de se tourner vers l’industrie sur l’île d’Okinawa:463.